# 科羅拉多河
科羅拉多河是一条位于美國西南部、墨西哥西北部的主要河流。河長2,330（1,450英里），整個流域涵盖美国7个州與墨西哥2个州，途經廣闊的美國西南部沙漠气候區。科羅拉多河幹流始于科罗拉多州拉普德爾山口，主要支流來自於怀俄明州、内华达州、新墨西哥州等地，少部份源于墨西哥索诺拉州，整個河系大多位於美國境內；河川流向從源頭開始向西南方穿越科羅拉多高原，徒经犹他州、亚利桑那州、大峽谷，注入米德湖後往南方流向墨西哥，最后經過氣候乾燥的科羅拉多河三角洲，從加利福尼亞灣頂端注入海洋。中下游部分河段目前是多個行政區的界河，包括亚利桑那州—内华达州州界、亚利桑那州—加利福尼亚州州界、亚利桑那州—下加利福尼亚州州界、美墨邊界、下加利福尼亚州—索诺拉州州界。
整條科羅拉多河以壯闊的峽谷、洶湧澎湃的激流而聞名，目前共有11座美國國家公園在流域內，同時是4000萬人主要供水來源。在流域內有多座大壩、水庫、引水渠道等水利設施來汲取河川全部水源，分配給周遭家庭供水與農業灌溉等。由於科羅拉多河流量龐大，河道坡度也很陡峭，非常適合發展水力發電，整個主要水力發電機組為美國西部山間大部分區域電力尖峰時調節供發電。然而在人們大量消耗水資源下，已造成下游160（100英里）長的河道乾涸，讓科羅拉多河自1960年代以後很少河水能注入到海洋。
從一小群游牧狩獵採集者開始聚集算起，美洲原住民已在科羅拉多河流域定居至少8000年以上。在1000年至2000年前，北美原住民在美洲大陸分水嶺發展出高度農業文明，但後來受到嚴重地乾旱侵襲、土地使用不當等因素而消失。今日多數原住民群體，大約是1000年前才遷徙於此的族群後裔。歐洲人於16世紀首次來到科羅拉多河流域，當時西班牙的探險家開始繪製地圖並建立起殖民地；1821年墨西哥獨立後，這一帶成為墨西哥領土的一部分。歐洲人和美洲原住民之間的接觸在很早就展開，但一開始僅限於上游的毛皮貿易，以及下游沿岸的零星貿易往來等。1846年後，科羅拉多河流域大多數地區成為美國領土一部分，但人們對河川走向仍然不清楚，以訛傳訛下形成傳言或人們猜測的樣貌。19世紀中葉以後，有多個探險隊開始繪製科羅拉多河地圖，其中一支由约翰·威斯利·鲍威尔率領，他們是第一個穿越大峽谷急流的探險隊。美國探險家在這期間挖掘到許多寶貴的資訊，之後用來開發科羅拉多河航行與供水等。下游流域的大規模移民定居始於19世紀中後期，蒸汽船的使用提供人們來往於加利福尼亞灣及河流沿岸多個登陸點，靠著這些據點，人們可將貨物從河運轉由篷車隊送至內陸區。自1860年代開始，黃金與白銀的淘金潮吸引眾多探礦者前往上游流域探索。
河川上的大型水利工程始建於20世紀初，美國聯邦政府是一系列水利工程的主推動者，許多州立及地方水務機構也參與其中。為了有效管理水資源，各州與美墨兩國開始制定一系列的國際條約及州際協定，後來逐漸形成主要開發方針《河流法》（Law of the River）。大多數主要水壩於1910年至1970年之間興建；例如整個河川水利系統的基石－胡佛大壩於1935年竣工。由於科羅拉多河水量分配比例極高，與格蘭德河同時被認為是世界上控管最嚴密、水權訴訟案最多的河川之一。然而水利工程的興建對河流生態、自然美景造成威脅，美國西南部逐漸興起的環保運動反對在科羅拉多河繼續建造分流導水設施和築壩。當格倫峽谷大壩在建時，塞拉俱樂部等環保組織發誓要阻止任何對科羅拉多河進一步開發，後來一部分的大壩與分流導水工程提議都因市民反對而停止執行。隨著河岸及其周遭地區對供水需求不斷上升，人們對河川的開發及控管等爭議仍持續著。

## 河系

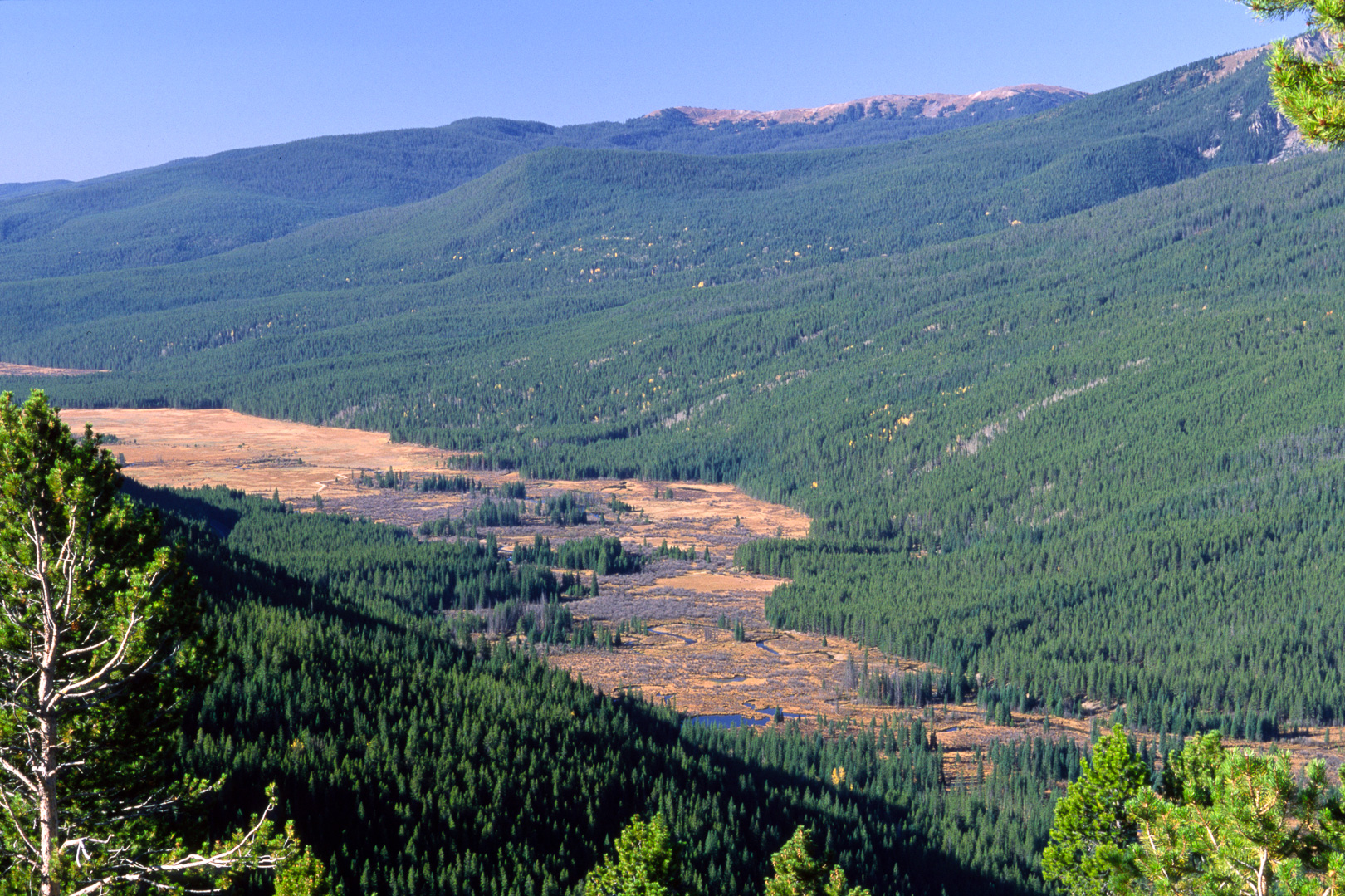
卡烏尼奇谷，此處靠近於位在洛磯山國家公園內的科羅拉多河源頭。

科羅拉多河源頭位在科羅拉多州南洛磯山脈海拔3,104（10,184英尺）的拉普德爾山口，河川向南流經一小段後注入該州最大的天然湖泊格蘭德湖，以及影山湖與格蘭比湖，之後離開湖泊群流向西方。接下來流經的400（250英里）之間，河道穿越人煙稀少且為北美洲東西向分水嶺界線的科羅拉多州西坡。當河流向西南方前進時，途中許多支流包括藍河、伊格爾河、咆哮叉河等匯入至幹流。穿越德比切峡谷後，科羅拉多河從洛磯山脈流向大峽谷，這一帶是主要的農業區及畜牧區；接者河川在大章克申與甘尼森河交匯。上游大部分河段為一條湍急的白水溪流，此處寬約60至150（200至500英尺），水深2至9（6至30英尺），但也有一些例外，如黑石（Blackrocks）河段的深度接近30（100英尺）。少數河段如靠近源頭的卡烏尼奇谷沼澤地、以及大峽谷等處，河道上有著辮狀河流特徵。
河川以弧形繞向西北方後開始穿越科羅拉多高原，這裡是以美國西南部四角落為中心的高地沙漠區，此處氣候比洛磯山脈還要乾燥。從紅寶石峽谷開始，河道越來越深入裸岩峽谷中，接著在通過西水峽谷後轉向西南方。主幹流接下來與多洛雷斯河交匯，之後經過拱門國家公園南邊界流向摩押山谷，再從一對300（1,000英尺）高的砂岩懸崖峽谷間離開山谷。
在猶他州河段，科羅拉多河流經美國本土最難以進入的地區之一－滑岩地區，此處地形特徵包括狹窄的峽谷、沿著斷層傾斜的沈積岩層、以及因地殼運動形成的獨特褶皺地形等。當科羅拉多河流經峽谷地國家公園時，其最大支流格林河在此處匯入，接著河道進入以危險急流著名的激流峽谷，然後再經過以拱門與長年侵蝕風化納瓦霍砂岩地層而聞名的格倫峽谷。支流聖胡安河從科羅拉多州圣胡安山脉南坡逕流而下，從東側匯入科羅拉多河。幹流繼續順流而下注入鲍威尔湖，該湖泊由1960年代在佩吉附近的格倫峽谷大壩蓄水而成的人造湖，目前大壩用於供水與發電用；通過大壩後，河川開始流入亞利桑那州北部。
進入亞利桑那州後，科羅拉多河先流經李氏渡口，此處是早期探險者與移居者的重要渡口。另外自20世紀初以來，美國政府單位在科羅拉多河流域上設置許多流量計，用來觀測河川的流量變化，其中一個設置在李氏渡口。河川順流而下並向南經過納瓦霍橋後，抵達大峽谷的起點大理石峽谷。在與小科羅拉多河交匯後，河川開始轉向西方並進入大峽谷最壯麗的景點－花崗岩峽谷（Granite Gorge），此處的河道將科羅拉多高原向下切割1.6（1英里）深，因河流沖刷而裸露出地球上最古老的岩石，這些裸岩至少可追溯到20億年前。流經大峽谷的河段長446（277英里），大部分在大峽谷國家公園境內，此段以湍急的激流而聞名，激流間被多個深潭隔開，有些深潭水深34（110英尺）。

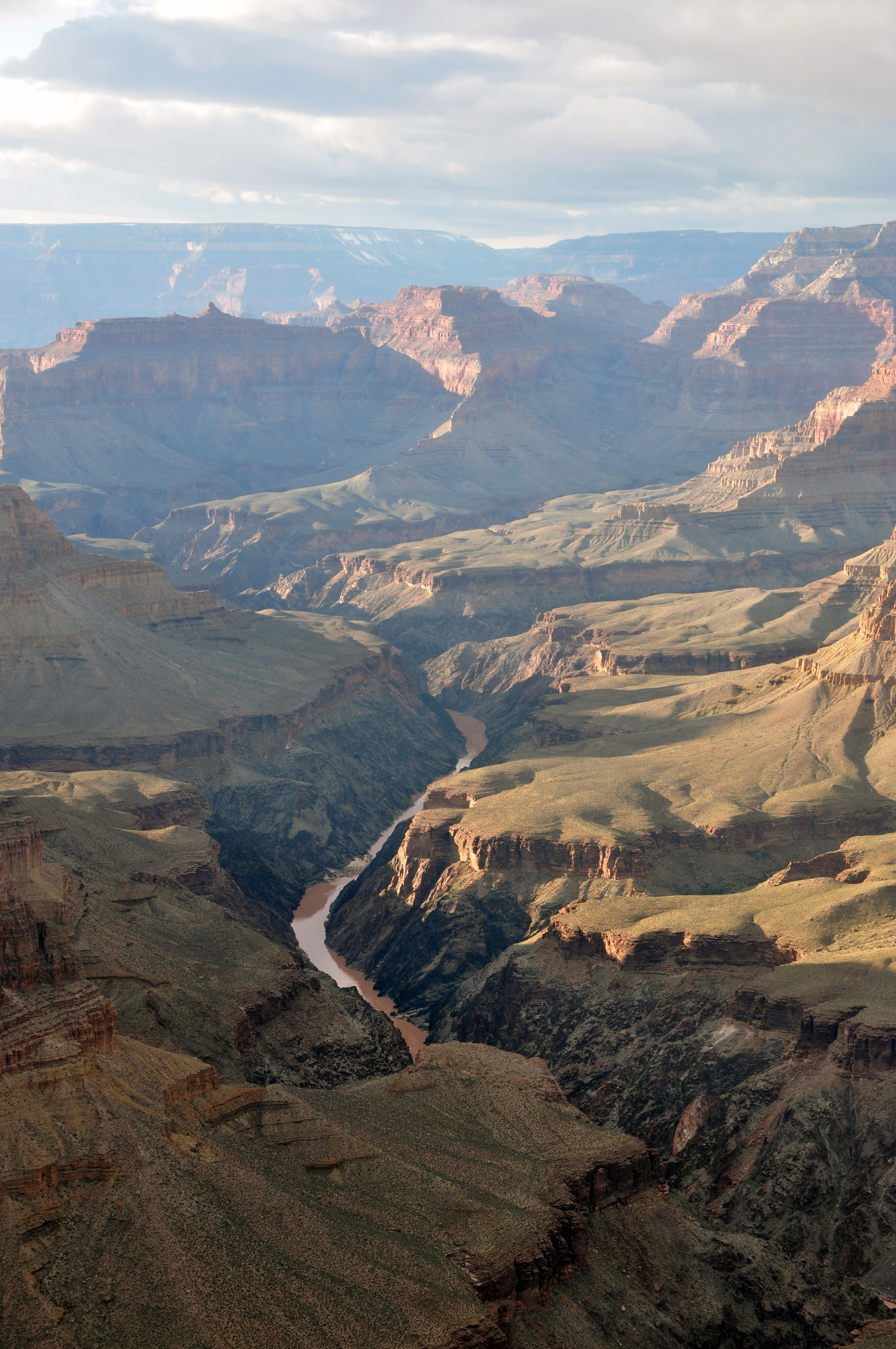
從鄰近於隐士歇息地的皮馬峰（Pima Point）望向科羅拉多河大峽谷河段。

河川流出大峽谷後，注入到美國最大的水庫－米德湖，該人工湖由胡佛水壩蓄水而成。大壩位於拉斯維加斯都會區東南方亞利桑那州與內華達州交界處，主要用於調節科羅拉多河流量，避免下游流域發生洪患，同時是周邊農場及城市蓄水的重要設施。在大壩下游處，河川從邁克·奧卡拉漢-帕特·蒂爾曼紀念大橋下方流過，此橋高出河面近270（900英尺），是西半球最高的混凝土拱橋，之後科羅拉多河轉向正南流向墨西哥，同時成為亞利桑那州－內華達州部分州界、亞利桑那州－加利福尼亞州州界。

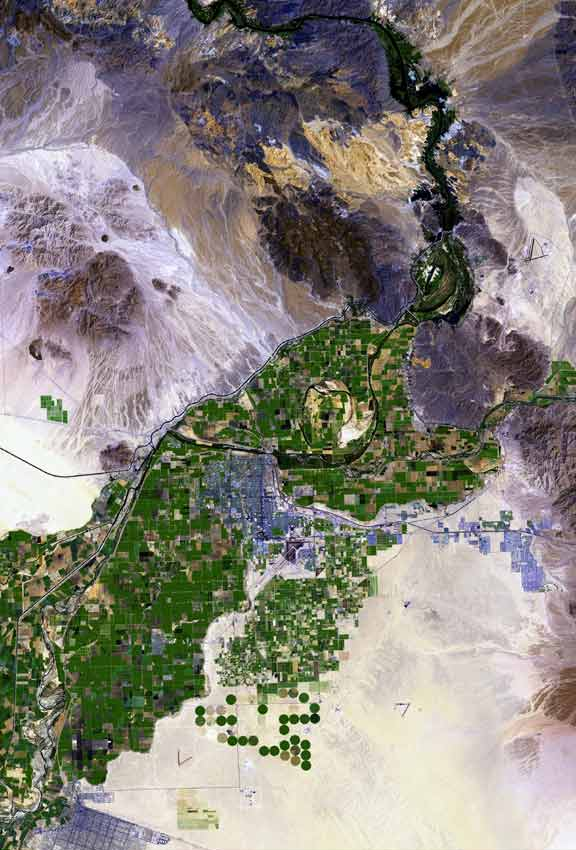
亞利桑那州尤馬附近科羅拉多河谷的衛星圖像；8號州際公路從左至右橫貫圖像中心處下方。

離開布萊克峽谷後，河川從科羅拉多高原流入下科羅拉多河河谷，此處是一個依賴灌溉農業及旅遊業的沙漠地區，也是幾個主要印第安保留地的所在區域。河流在此處逐漸變寬，形成一條寬闊、中等深度的水道，此段河面平均寬度為150至300（500至1,000英尺），河段長400（0.25英里），河道深2至20（8至60英尺）。在20世紀科羅拉多河渠化前，下游經常受到季節性流量變化而影響河道。約瑟夫·艾夫斯於1861年勘測科羅拉多河下游並寫道：「河道、河岸、島嶼、沙洲的移動是如此頻繁及迅速，以至於會發現僅從一次旅行的經歷中得出詳細地描述是不正確的，不只在接下來的一年中，而且可能在一周或甚至在一天的過程中。」
下科羅拉多河河谷沿岸是人口稠密的地區之一，包括亞利桑那州布尔海德市、哈瓦苏湖城，以及加利福尼亞州尼德爾斯等多個城鎮皆在此區域內。這裡有數條小型引水渠從河川中引流，為亞利桑那州鹽河谷以及遙遠的南加州大都會區等地提供水源。美國在科羅拉多河最後一座主要引水渠為因皮里尔坝，此處將90%以上的河水導流至希拉重力運河、尤馬地區項目、全美運河，為全美冬季農業生產力最高的因皮里尔谷等其它區域提供水源。

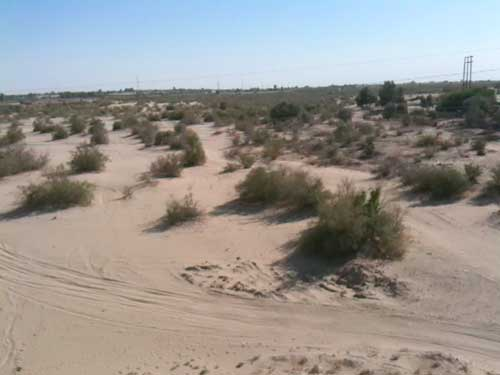
科羅拉多河從美國進入墨西哥且在聖路易斯里奧科羅拉多－米格爾阿萊曼城大橋下河岸一景。（攝於2009年9月）

在因皮里尔坝下游，科羅拉多河只有一小部分河段與尤馬相連接，並與流經新墨西哥州西部的間歇性河流希拉河交匯，接下來約39（24英里）的河段為美墨邊界一部分；下游的莫雷洛斯大坝將河水導流至墨西哥最肥沃的農業用地之一－墨西加利河谷進行灌溉。當河川經過聖路易斯里奧科羅拉多後，標誌著科羅拉多河正式流入墨西哥境內，同時當作下加利福尼亞州－索諾拉州州界。自1960年以來，從此處至加利福尼亚湾間的河段經常乾涸，或是因灌溉回流而恢復至涓涓細流。支流哈迪河提供科羅拉多河三角洲河段大部分流量，這一帶是一個廣闊的沖積洪泛平原，覆蓋墨西哥西北部面積7,800平方（3,000平方英里）。在科羅拉多河注入距尤馬以南120（75英里）的海灣前，先是形成一個廣大的河口灣；有時國際邊界及水利委員會會准許春季時間透過脈衝水流為三角洲河段補充水流量。
在20世紀的開發導致科羅拉多河下游乾涸前，三角洲及河口曾出現過涌潮現象；克羅埃西亞籍傳教士斐迪南·康斯察克神父（Ferdinand Konščak）曾於1746年7月18日記下第一個涌潮歷史記錄。大潮時期，涌潮在蒙塔古島附近的河口形成並向上游推進。

### 主要支流

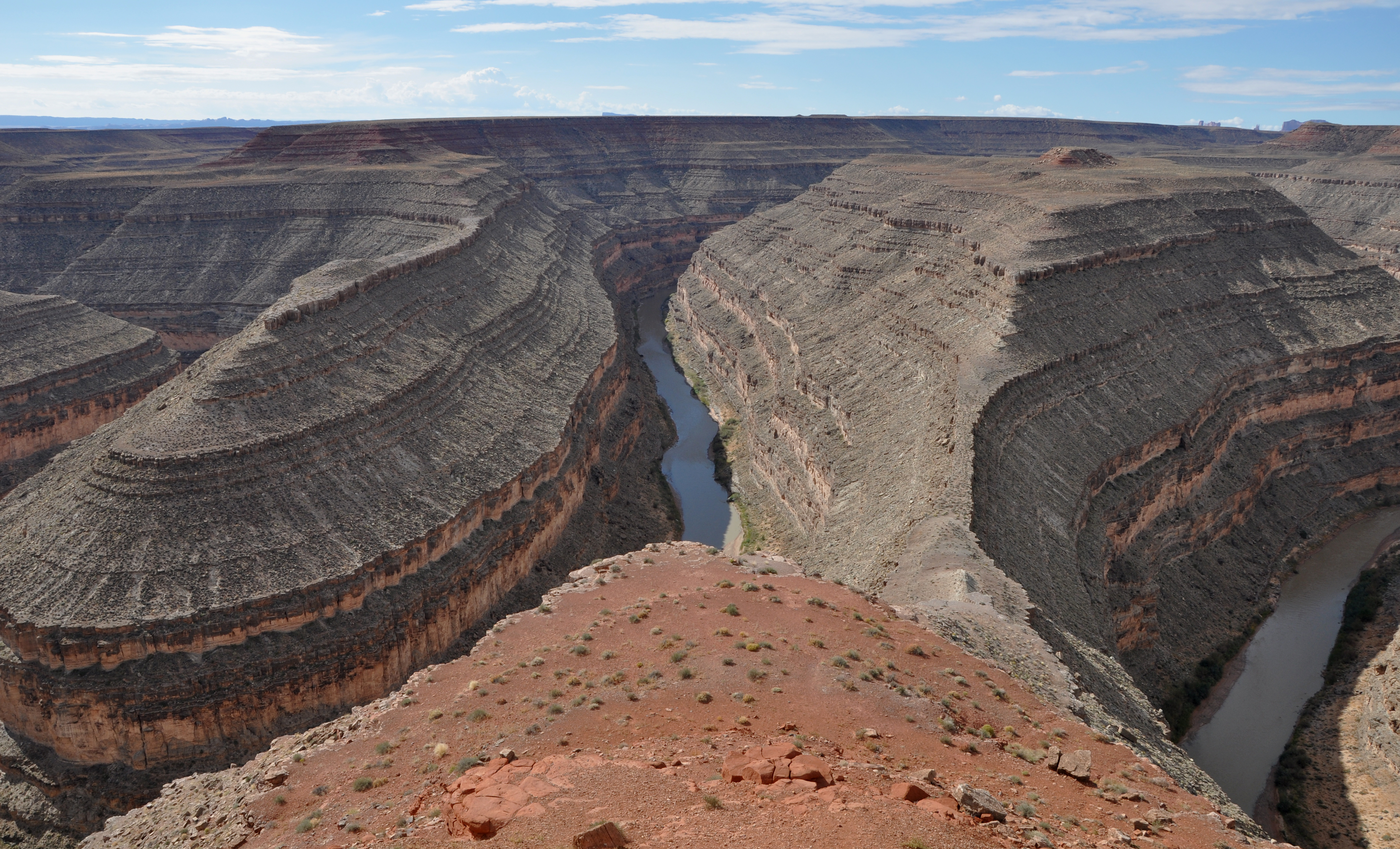
鄰近墨西哥帽岩的圣胡安河河段。

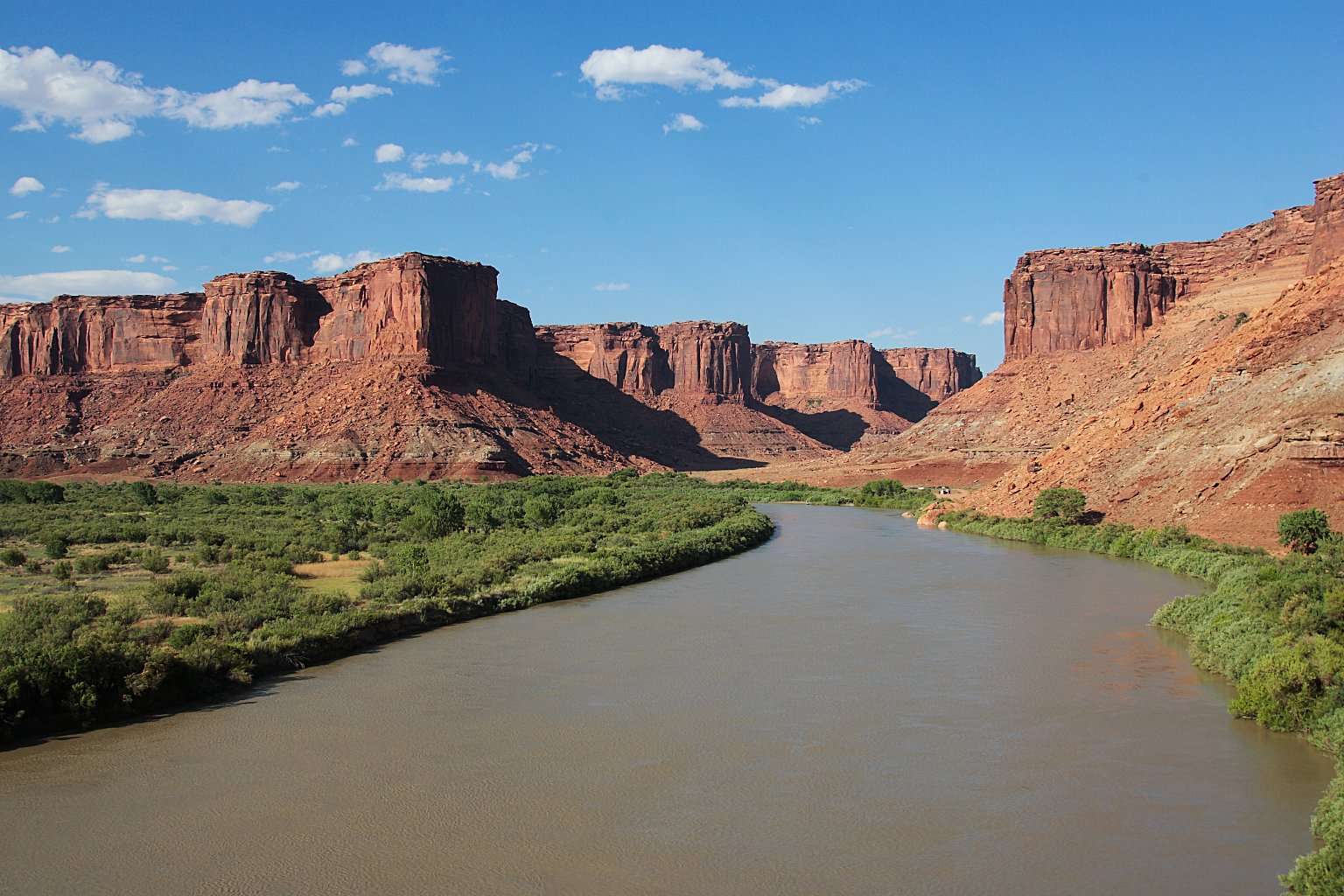
峽谷地國家公園北邊的格林河礦石路（Mineral Bottom）河段。

目前科羅拉多河擁有超過25條主要支流，其中長度與流量最大的支流為格林河。格林河從懷俄明州中西部温德河山脉、猶他州猶因塔山脈、以及科羅拉多州西北部洛磯山脈等地逕流匯集而成。希拉河是第二長的支流，流域範圍比格林河更廣，但由於流經區域的氣候更加乾燥，以及因灌溉、城市用水需求量大而消耗掉更多水量，所以在流量上明顯偏低。甘尼森河與圣胡安河的大部分水源來自於洛磯山脈融雪，其水流量都比希拉河來的多。
| 科羅拉多河主要支流統計表 | 科羅拉多河主要支流統計表 | 科羅拉多河主要支流統計表 | 科羅拉多河主要支流統計表 | 科羅拉多河主要支流統計表 | 科羅拉多河主要支流統計表 | 科羅拉多河主要支流統計表 | 科羅拉多河主要支流統計表 | 科羅拉多河主要支流統計表      |
| 河名                     | 州份                     | 長度                     | 長度                     | 流域                     | 流域                     | 流量                     | 流量                     | 來源                          |
|                          |                          | mi                       | km                       | mi2                      | km2                      | cfs                      | m3/s                     |                               |
| ------------------------ | ------------------------ | ------------------------ | ------------------------ | ------------------------ | ------------------------ | ------------------------ | ------------------------ | ----------------------------- |
| 格林河                   | 猶他                     | 730                      | 1,170                    | 48,100                   | 125,000                  | 6,048                    | 171.3                    | [ 58 ] [ 61 ] [ 62 ] [ 註 1 ] |
| 希拉河                   | 亞利桑那                 | 649                      | 1,044                    | 58,200                   | 151,000                  | 247                      | 7.0                      | [ 2 ] [ 58 ] [ 63 ] [ 註 2 ]  |
| 圣胡安河                 | 猶他                     | 383                      | 616                      | 24,600                   | 64,000                   | 2,192                    | 62.1                     | [ 58 ] [ 64 ] [ 65 ] [ 註 3 ] |
| 小科羅拉多河             | 亞利桑那                 | 356                      | 573                      | 26,500                   | 69,000                   | 424                      | 12.0                     | [ 58 ] [ 66 ] [ 67 ]          |
| 多洛雷斯河               | 猶他                     | 250                      | 400                      | 4,574                    | 11,850                   | 633                      | 17.9                     | [ 58 ] [ 68 ] [ 69 ]          |
| 甘尼森河                 | 科羅拉多                 | 164                      | 264                      | 7,930                    | 20,500                   | 2,570                    | 73                       | [ 58 ] [ 64 ] [ 70 ]          |
| 維琴河                   | 內華達                   | 160                      | 260                      | 13,020                   | 33,700                   | 239                      | 6.8                      | [ 58 ] [ 71 ] [ 72 ] [ 註 4 ] |

## 流量
在自然狀態下，科羅拉多河每年向加利福尼亞灣注入約20.1立方（16.3 × 106英畝·英尺）水量，平均每秒排放640立方每秒（22,500立方英尺每秒），然而河川的流量變化並不穩定。在聯邦政府開始建設水壩與水庫前，科羅拉多河是美國獨一無二的極端河流。歷史紀錄裡，科羅拉多河在夏季流量的峰值曾超過2,800立方每秒（100,000立方英尺每秒），而在每年冬季時則低於71立方每秒（2,500立方英尺每秒）。距河口往上約480（300英里）的亞利桑那州托波克，曾於1884年記錄科羅拉多河最大歷史流量為10,900立方每秒（384,000立方英尺每秒），同時在1935年記錄最低流量為11.9立方每秒（422立方英尺每秒）。胡佛水壩建成後，科羅拉多河下游的調節流量相比之下很少超過990立方每秒（35,000立方英尺每秒）或低於110立方每秒（4,000立方英尺每秒）。1984年至2002年期間，科羅拉多河的年逕流量從27.4立方（22.2 × 106英畝·英尺）減少到4.7立方（3.8 × 106英畝·英尺）不等，然而大多數年份中只有一小部分流量注入海灣。

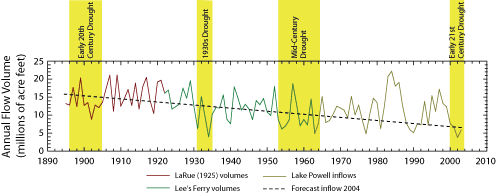
1895年至2004年間科羅拉多河李氏渡口測量點年流量折線圖。

科羅拉多河流量有85%到90%來自科羅拉多州和懷俄明州洛磯山脈上融化的積雪，僅從上游甘尼森河、格林河、聖胡安河3個主要支流就向科羅拉多河每年注入近11立方（9 × 106英畝·英尺）水量，這些水量大多來自山上的融雪。剩下的10%到15%則主要來自於基流及夏季季風暴風雨等。夏季的暴風雨經常對科羅拉多河下游支流產生嚴重且高局部性洪水，但這些暴風雨通常不會產生大量的逕流。流域中的年逕流量大多在洛磯山脈積雪融化期產生，這個時期從4月開始，接著在5至6月間達到峰值，然後到7月下旬或8月初時耗盡。
自20世紀初以來，科羅拉多河河口的流量一直逐步減少，從1960年之後的大多數時間裡，河水在注入太平洋前就已經乾涸。灌溉、工業及都會區引水、儲水蒸發、自然逕流、氣候變化等多項因素導致河川流量大幅減少，甚至威脅到未來的供水量。例如希拉河曾是科羅拉多河最大的支流之一，但由於亞利桑那州中部的城市與農場供水需求增加而引流更多水量，導致現在希拉河大多數年份裡僅有涓涓細流注入科羅拉多河。位於美墨邊界北端點的科羅拉多河平均流速為109.6立方每秒（3,869立方英尺每秒），即每年3.45立方（2.80 × 106英畝·英尺），這大約是自然流量的五分之一。越過美墨邊界北端點後，剩餘的河水大多被導引至墨西加利河谷，留下一條從莫雷洛斯大坝到大海間的乾涸河床，僅有斷斷續續的灌溉排水注入此河段。不過偶爾也有例外發生，例如1980年代早期至中期，科羅拉多河集水區在融雪期遭遇連續數年創紀錄的高降水量，讓河川能再次注入到大海；或是在1984年時科羅拉多河曾發生過量的逕流注入河川，以至約20.4立方（16.5 × 106英畝·英尺）或647立方每秒（22,860立方英尺每秒）的水量注入大海。
| 科羅拉多河流量計測量數據        | 科羅拉多河流量計測量數據 | 科羅拉多河流量計測量數據 | 科羅拉多河流量計測量數據 | 科羅拉多河流量計測量數據 | 科羅拉多河流量計測量數據 | 科羅拉多河流量計測量數據 | 科羅拉多河流量計測量數據 | 科羅拉多河流量計測量數據 | 科羅拉多河流量計測量數據 |
| 設置地點                        | 年平均流量               | 年平均流量               | 最大流量                 | 最大流量                 | 流域面積                 | 流域面積                 | 記錄時期                 | 來源                     |                          |
| 設置地點                        | cfs                      | m3/s                     | cfs                      | m3/s                     | mi2                      | km2                      | 記錄時期                 | 來源                     |                          |
| ------------------------------- | ------------------------ | ------------------------ | ------------------------ | ------------------------ | ------------------------ | ------------------------ | ------------------------ | ------------------------ | ------------------------ |
| 格蘭德湖                        | 65.5                     | 1.85                     | 1,870                    | 53                       | 63.8                     | 165                      | 1953–2020                | [ 91 ]                   |                          |
| 多塞羅                          | 2,079                    | 58.9                     | 22,200                   | 630                      | 4,390                    | 11,400                   | 1941–2020                | [ 92 ]                   |                          |
| 锡斯科                          | 7,048                    | 199.6                    | 76,800                   | 2,170                    | 24,100                   | 62,000                   | 1914–2020                | [ 93 ]                   |                          |
| 李氏渡口                        | 14,600                   | 410                      | 127,000                  | 3,600                    | 111,800                  | 290,000                  | 1922–2020                | [ 94 ]                   |                          |
| 戴維斯壩                        | 13,740                   | 389                      | 46,200                   | 1,310                    | 173,300                  | 449,000                  | 1905–2020                | [ 95 ]                   |                          |
| 帕克壩                          | 11,630                   | 329                      | 42,400                   | 1,200                    | 182,700                  | 473,000                  | 1935–2020                | [ 96 ]                   |                          |
| 拉古納壩                        | 1,448                    | 41.0                     | 30,900                   | 870                      | 188,600                  | 488,000                  | 1972–2020                | [ 97 ]                   |                          |
| 北方國際邊界 （鄰近於安德雷德） | 3,869                    | 109.6                    | 40,600                   | 1,150                    | 246,700                  | 639,000                  | 1950–2020                | [ 87 ]                   |                          |

| 科羅拉多河李氏渡口量測點每月流量數據 | 科羅拉多河李氏渡口量測點每月流量數據 | 科羅拉多河李氏渡口量測點每月流量數據 | 科羅拉多河李氏渡口量測點每月流量數據 | 科羅拉多河李氏渡口量測點每月流量數據 | 科羅拉多河李氏渡口量測點每月流量數據 | 科羅拉多河李氏渡口量測點每月流量數據 | 科羅拉多河李氏渡口量測點每月流量數據 | 科羅拉多河李氏渡口量測點每月流量數據 | 科羅拉多河李氏渡口量測點每月流量數據 | 科羅拉多河李氏渡口量測點每月流量數據 | 科羅拉多河李氏渡口量測點每月流量數據 | 科羅拉多河李氏渡口量測點每月流量數據 | 科羅拉多河李氏渡口量測點每月流量數據 |
| 月份                                 | 月份                                 | 1月                                  | 2月                                  | 3月                                  | 4月                                  | 5月                                  | 6月                                  | 7月                                  | 8月                                  | 9月                                  | 10月                                 | 11月                                 | 12月                                 |
| ------------------------------------ | ------------------------------------ | ------------------------------------ | ------------------------------------ | ------------------------------------ | ------------------------------------ | ------------------------------------ | ------------------------------------ | ------------------------------------ | ------------------------------------ | ------------------------------------ | ------------------------------------ | ------------------------------------ | ------------------------------------ |
| 流量                                 | cfs                                  | 10,080                               | 10,020                               | 10,600                               | 15,500                               | 26,340                               | 30,869                               | 17,990                               | 13,350                               | 10,910                               | 9,586                                | 9,904                                | 9,865                                |
| 流量                                 | m3/s                                 | 285                                  | 284                                  | 300                                  | 439                                  | 746                                  | 874                                  | 509                                  | 378                                  | 309                                  | 271                                  | 280                                  | 279                                  |

美國地質調查局在科羅拉多河設置46個流量計來監測河水的流量變化，範圍從起始點附近的格蘭德湖到美墨邊界之間。右側表格列出其中8個流量計相關量測數據。亞利桑那州李氏渡口距上游格倫峽谷大壩26（16英里）遠，約在科羅拉多河中段點處，此處測得的數據主要用於決定科羅拉多河水資源各州分配額度參考值。從1922年到2020年間，此處記錄的平均流量約410立方每秒（14,600立方英尺每秒），或每年13.05立方（10.58 × 106英畝·英尺）。這一數字嚴重受到上游引水或儲水蒸發等影響，尤其是1970年代科羅拉多河蓄水工程完成後更為嚴重。在1964年格倫峽谷大壩建成之前，李氏渡口於1912年至1962年間記錄的平均流量為505立方每秒（17,850立方英尺每秒），或每年15.95立方（12.93 × 106英畝·英尺）。

## 流域

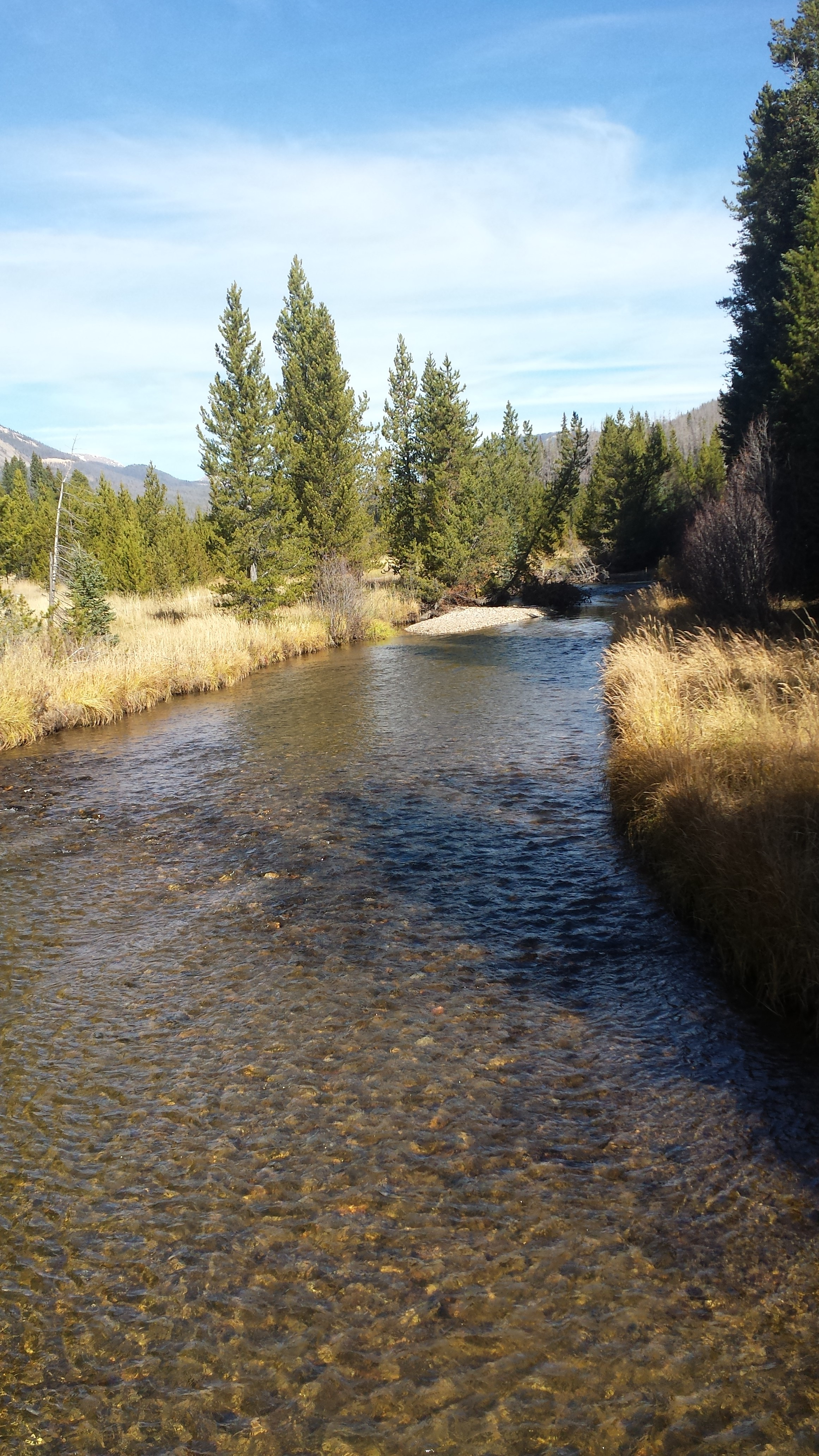
位於卡烏尼奇谷郊狼谷小徑（Coyote Valley Trail）盡頭的科羅拉多河河段。

科羅拉多河流域是北美第七大流域，涵蓋面積為北美西南部640,000平方（246,000平方英里）左右；其中在美國境內約618,000平方（238,600平方英里），占總體97%。整個流域涵蓋科羅拉多州西部、新墨西哥州大部分區域、懷俄明州西南部、猶他州東部及南部、內華達州東南部、加利福尼亞州東南部，以及幾乎整個亞利桑那州。下加利福尼亞州與索諾拉州境內的流域非常小，無法產生可測得的逕流量。儘管科羅拉多河上游集水區洛磯山脈覆蓋著大片森林，然而整個流域流經的大多數地區較為乾旱，如索诺拉沙漠、莫哈韦沙漠、廣闊的科羅拉多高原、猶他州南部、亞利桑那州北部的凱巴布高原、麥格頓高原、穿過亞利桑那州中部的莫戈隆边缘、以及其它較小的山脈如馬德雷天空群島等。流域內所涵蓋的海拔範圍從加利福尼亞灣海平面起至科羅拉多州高4,365（14,321英尺）的安肯帕格里峰，平均海拔為1,700（5,500英尺）。
流域內各區的氣候差異很大，上游流域的月平均高溫為25.3 °C（77.5 °F），下游則是33.4 °C（92.1 °F），而月平均低溫分別為−3.6和8.9 °C（25.5和48.0 °F）。年平均降雨量為164（6.5英寸），但各區的降雨量差異也很大，從洛磯山脈區域的1,000（40英寸）到墨西哥河段沿線15（0.6英寸）不等。上游流域一般在冬季及早春有融雪與雨水補充水源，而下游的降雨來源主要由北美季風帶來罕見但強烈的夏季雷暴。

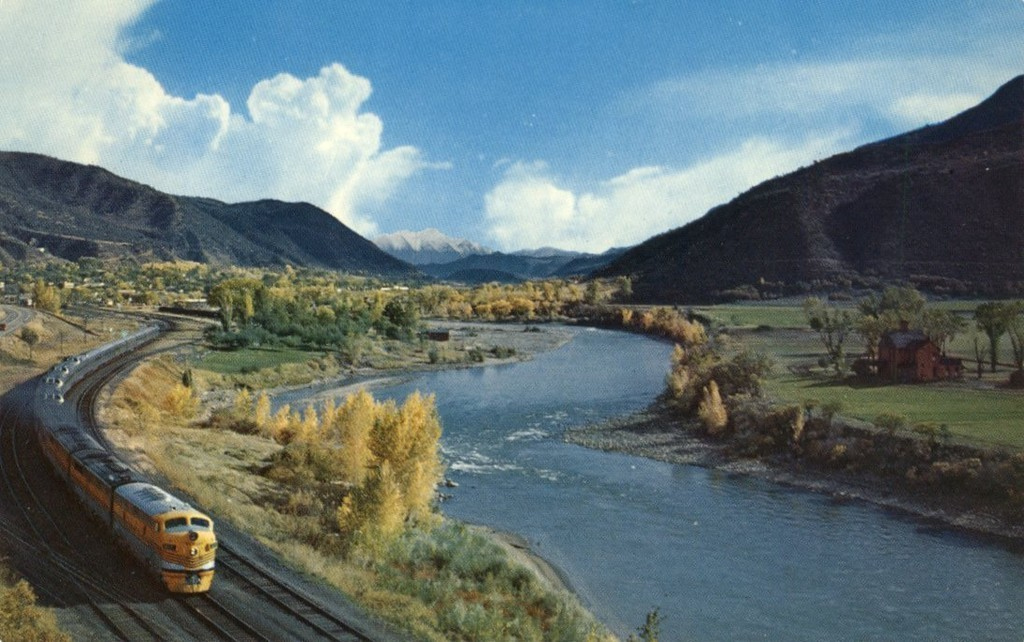
位於科羅拉多州西部的科羅拉多河河段一景，河岸一旁正有一列加州和風號列車經過。

截至2010年，大約有1270萬人居住在科羅拉多河流域。亞利桑那州鳳凰城與內華達州拉斯維加斯是科羅拉多河流域中最大的都會區。戴維斯壩下游區的人口密度也很高，主要都市包括布尔海德市、哈瓦苏湖城、尤馬等；其它重要的人口密集中心還有亞利桑那州图森、猶他州聖喬治、科羅拉多州大章克申等。 科羅拉多河流域所經各州是美國人口增長最快的區域之一，如1990年至2000年間，僅內華達州人口就增加66%，而亞利桑那州則增長40%。 
科羅拉多河流域與北美許多其它主要流域共享水系邊界；美洲大陆分水岭為北美東西部流域的主要邊界區，將科羅拉多河流域與東北部密蘇里河支流黃石河、普拉特河、阿肯色河源頭分隔開來；從而將科羅拉多河水系及密西西比河水系的密蘇里河與阿肯色河隔開。往南方一些，科羅拉多河流域與格蘭德河流域接壤，而格蘭德河流域則是與密西西比河一同注入墨西哥灣；另外科羅拉多河流域還與新墨西哥西南部及亞利桑那州東南部一系列內流流域相接壤著。
在懷俄明州西部，科羅拉多河流域於温德河山脉與哥倫比亞河支流斯内克河流域接壤一小段。流域的西南方，科羅拉多河分水嶺北邊沿著大盆地邊緣繞過，接著與猶他州中部的大盐湖、塞維爾河內流水系、猶他州南部及內華達州其它封閉水系相接壤著。在加利福尼亞東南部，科羅拉多河流域與莫哈韋沙漠的小型封閉水系接壤，此處最大的流域位於科羅拉多河三角洲以北的索爾頓湖流域。在墨西哥，索諾伊塔河、康塞普西翁河、亚基河流域都與科羅拉多河流域相接壤著，並一同注入加利福尼亞灣。

## 地質

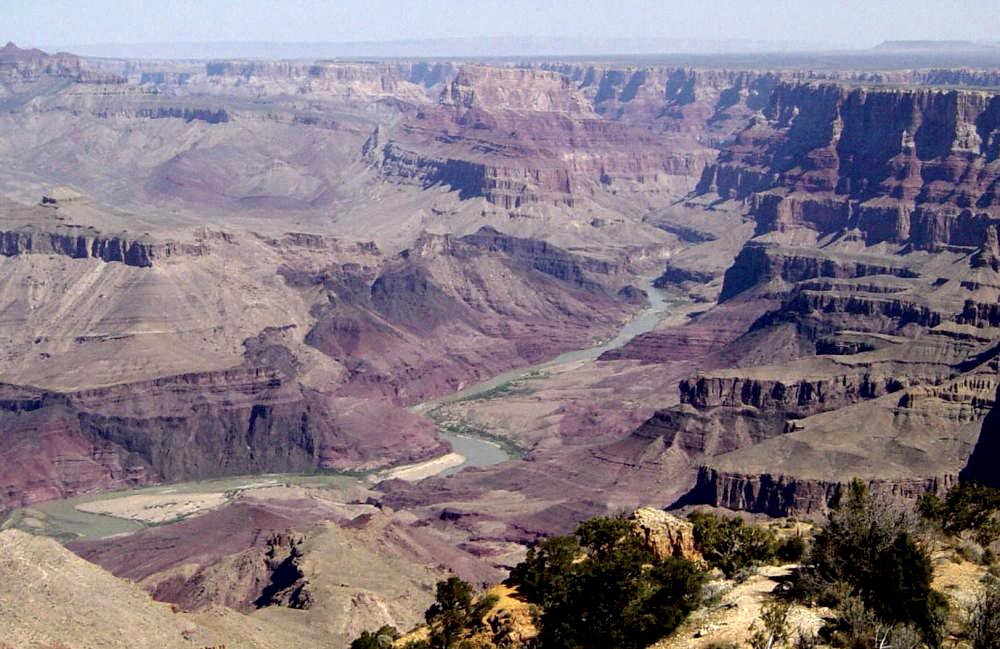
從沙漠景（Desert View）望向科羅拉多河大峽谷。

大約1億年前白垩纪時期，北美西部大部分地區仍沉沒在海裡，屬於太平洋一部分。7500萬至5000萬年前期間，法拉龙板块與北美洲板塊碰撞產生大地應力，使洛磯山脈逐漸隆起，此稱為。科羅拉多河首先形成一條向西的河流，從西南部流出山脈，而此次造山運動也使曾經是密西西比河支流的格林河轉向西邊注入科羅拉多河。大約3000萬到2000萬年前，與造山運動相關的火山活動導致第三紀中期熔結凝灰岩爆發，產生較小的地質結構如亞利桑那州奇里卡瓦山脈，同時在科羅拉多河流域上沉積大量的火山灰及碎屑。科羅拉多高原後來於5500萬至3400萬年前的始新世開始隆起，直到約500萬年前才達到現今高度，科羅拉多河也大約在這時轉而注入加利福尼亞灣。
今日河川流向與大峽谷形成的時間尺度及順序尚未釐清；但大約在1200萬到500萬年前，當時北美洲板塊與太平洋板塊之間的斷層尚未作用，所以加利福尼亞灣還未形成，此時科羅拉多河向西注入太平洋，估計當時河口的位置在加利福尼亞中部蒙特雷湾，並且可能對蒙特雷海底峽谷形成發揮作用。地殼伸張於2000萬年前開始，現今的內華達山脈也大約在1000萬年前開始形成，這2項變動使科羅拉多河轉向南邊的海灣。隨著科羅拉多高原在500萬至250萬年前持續上升，河川走向仍維持其先成水系並逐漸向下侵蝕形成大峽谷。前一項因素在塑造流域內特殊地質結構上發揮重要作用，包括多洛雷斯河將科羅拉多州帕雷多克斯谷一分為二，或是格林河侵蝕猶他州猶因塔山脈等。

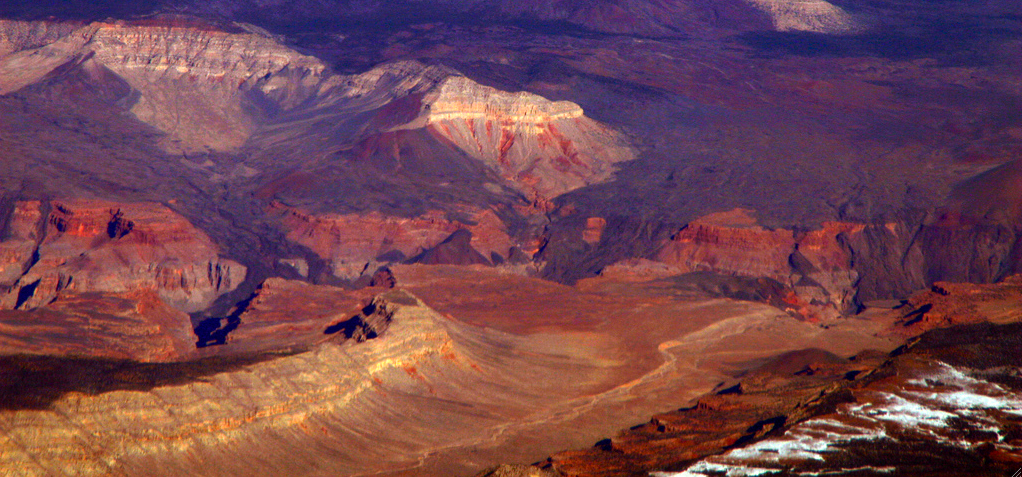
來自尤因卡雷特火山場的玄武岩質熔岩流殘餘物滑落至大峽谷，在過去的200萬年裡，熔岩流堰塞科羅拉多河十多次。

河川從科羅拉多高原沖刷的沉積物在下游逐漸累積成一個廣闊三角洲平原，整個三角洲由超過42,000立方（10,000立方英里）沉積物累積而成，在持續100萬年的時間裡，逐漸將海灣最北端圍起來。沉積物堆積在海灣後逐漸堵塞出海口，使三角洲以北的部分海域逐漸蒸發並形成索爾頓窪地，其深度達到海平面以下79（260英尺）左右。科羅拉多河在此之後曾至少改道3次注入索爾頓窪地並形成卡惠拉湖，整個大湖泊淹沒山谷，湖水蔓延至今日加利福尼亞州印迪奧。當科羅拉多河重新注入海灣後，卡惠拉湖於接下來50年內逐漸蒸發萎縮，今日的索爾頓湖被當作是早期卡惠拉湖化身，但規模上卻小很多。
距今180萬到1萬年前，亞利桑那州北部尤因卡雷特火山場噴發帶來大量的玄武岩質熔岩流堵塞大峽谷河段。熔岩流在河道上形成至少13座熔岩壩，其中最大的一座超過700（2,300英尺）高，形成一條長800（500英里）並延伸到今日猶他州摩押的堰塞湖。今日在大峽谷河段沿線已很難找到相關的沉積物，理論上水中的沉積物隨著時間會在湖底逐漸堆積，但堆積物稀少的原因可能是大多數熔岩壩形成後，在10年內就坍塌或被沖垮。由侵蝕、滲漏、空蝕所引發的破壞導致熔岩壩坍塌，湖泊潰堤的同時對下游造成災難性洪水，這可能是北美有史以來最大的洪災，規模上可與美國西北部晚更新世發生的米蘇拉洪水相比。針對洪積物測繪結果表明，當時河水暴漲並形成高210（700英尺）的波峰穿過大峽谷，
此時流量達到480,000立方每秒（17 × 106立方英尺每秒）最大值。

## 歷史

### 原住民

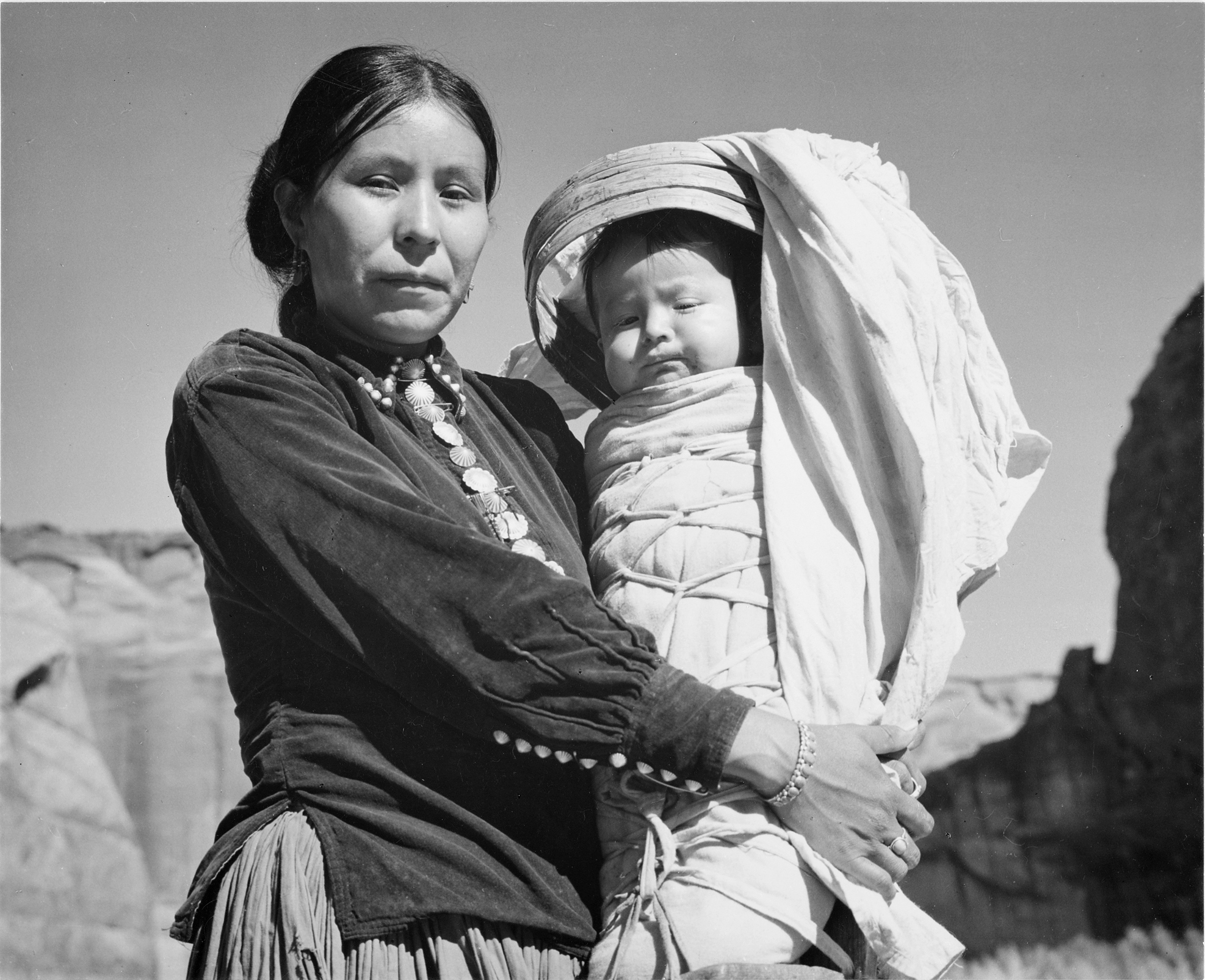
一位抱著嬰兒的納瓦霍族婦女，該照片由安塞尔·亚当斯於1944年拍攝。

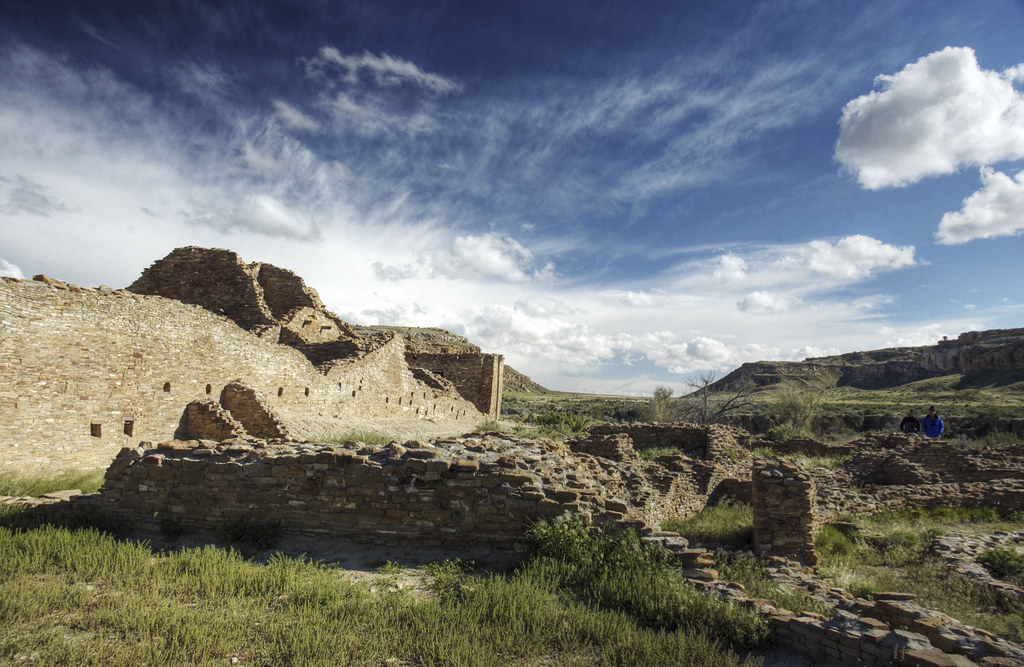
距今2千到7百年前間，科羅拉多河流域的人們居住在新墨西哥州的泥磚房及壁屋中。

第一批來到科羅拉多河流域的人類可能是屬於古印第安人族群的克洛維斯人及福爾瑟姆人，他們大約在距今12000年前首次抵達科羅拉多高原；然而直到距今8千至2千年前的沙漠古文化（Desert Archaic Culture）興起前，科羅拉多河流域內幾乎沒有什麼人類活動。這些史前居民佔該地區人口一大部分，過著普遍的游牧生活方式，以採集植物與獵殺小動物維生（在更新世結束前，一些較早來到的獵人以獵殺在北美尚未滅絕的大型哺乳動物維生）。另一批遷移過來的群體是福瑞蒙特人，該群體在距今2000到700年前居住在科羅拉多高原。福瑞蒙特人很可能是流域內最早種植農作物及建造磚石屋的民族。他們還留下大量的岩畫和岩刻，有許多仍留存至今。
從公元初幾個世紀開始，定居在流域的人們開始建立以農業為基礎的大型社會文化，其中一些持續數百年之久，甚至還發展出由數萬居民組織且很有條理的文明。 例如分布在四角落的阿那萨吉人（又稱為Anasazi或Hisatsinom）是沙漠古文化的後裔。普韋布洛人則是在新墨西哥州西北部查科峽谷開發出複雜的水利分配系統，抽取水源供應飲用水及農業灌溉。
普韋布洛人統治著聖胡安河流域，在查科峽谷發展出文明中心，峽谷及周圍地區共有150多個城鎮或是被稱為「大房子」的古普韋布洛式建築，其中最大的博尼托鎮由600多間住宅單位組成。霍霍坎人從西元1年左右遷移至現今的希拉河中游。西元600到700年之間，霍霍坎人開始在希拉河中游一帶建立大規模灌溉農業，收穫量上比流域內其他任何土著群體還要豐饒。後來他們在希拉河及索尔特河上建造一座廣泛的灌溉渠道系統，總長度從 290至480（180至300英里）不等，能夠灌溉10,000至101,000公頃（25,000至250,000英畝）的土地。這2個文明在鼎盛時期人口數量都非常多，普韋布洛人估計在6,000到15,000人之間，而霍霍坎人約3到20萬人左右。
這些長久定居的民族大規模開發周圍環境，包括發展農業、伐木、採集資源等；然而原住民興建的灌溉渠道可能導致科羅拉多河部分河道的形態發生重大變化。在人類抵達之前，希拉河、索尔特河、查科河等河流皆為較淺的常流河，有著低矮植被的河岸及廣闊的洪泛平原。隨著時間推移，暴洪導致灌溉渠道嚴重向下侵蝕，反過來使原本的嵌入河流變成旱谷，讓當地農業發展變得更加困難。人們採用建造大型水壩等許多方法來解決問題，但是當西元14世紀的大旱襲擊該地區時，這些古文明被突如其來的天災侵襲而崩潰了。一部分普韋布洛人遷移到新墨西哥州中部格蘭河河谷及科羅拉多州中南部，逐漸成為新墨西哥州西部霍皮人、祖尼人、拉古納人、阿科馬人的前身。當歐洲人抵達科羅拉多河流域時，居住在流域內的部落民族有許多是普韋布洛人與霍霍坎人的倖存者後裔，也有其他非普韋布洛人與霍霍坎人種族已經定居於此很長一段時間，或是才從邊境地區遷移過來。
| 美國原住民對科羅拉多河的稱呼         |
| 馬里科帕語：'Xakxwet                 |
| 莫哈維語：'Aha Kwahwat               |
| 哈瓦蘇佩語：Ha Ŧay Gʼam / Sil Gsvgov |
| 亞瓦派語：ʼHakhwata                  |

納瓦霍人屬於阿薩巴斯卡語支群體之一，他們在西元1025年左右從北方遷移到科羅拉多河流域。他們來到後，很快地建立起當地美洲原住民部落主導地位，其領域延伸到今日的亞利桑那州、新墨西哥州、猶他州、以及科羅拉多州部分地區，這些地方原本都是普韋布洛人的原始家園。事實上，在14世紀普韋布洛文明崩潰前，納瓦霍人已從普韋布洛人習得農耕技術。另外，有許多其他種族部落沿著科羅拉多河定居。自西元1200年以來，莫哈維人一直生活在科羅拉多河布萊克峽谷下游的肥沃窪地處，他們主要以捕魚與耕作維生。莫哈維人的捕魚方式是乘坐在蘆葦製的草筏在河中捕捉希拉鱒及尖頭葉唇魚，耕作方面則是依靠每年洪水過後才再河畔邊種植，而不是以灌溉的方式來耕作農作物。猶他人定居在科羅拉多河流域北部，活動範圍主要在今日的科羅拉多州、懷俄明州、猶他州一帶，他們的歷史至少有2000年以上，但直到西元1500年時才遷移至四角落。另外，包括阿帕契族、科科帕族、哈爾奇多馬族、哈瓦蘇佩族、瓦拉派族、馬里科帕族、皮馬族、奎查恩族等族群皆定居在科羅拉多河流域內，或是部落領地與科羅拉多河流域相接壤著。
自17世紀開始，歐洲人抵達科羅拉多河流域並開始接觸當地美洲原住民，為這些原住民們生活方式帶來重大改變。歐洲傳教士試圖讓原住民皈依基督教，在他們的努力下有些許斬獲，例如尤西比奧·基諾神父於1694年對定居在希拉河谷的皮馬族傳教，而他們也順從基諾神父，欣然地接受並皈依基督教。從1694年到1702年期間，基諾向希拉河及科羅拉多河一帶進行探險，來探索加利福尼亞是一座島嶼還是半島。西班牙人將綿羊與山羊引介給納瓦霍人，使納瓦霍人在生活習慣上開始嚴重依賴羊群來穫取肉、奶及羊毛。到16世紀中葉，猶他人從西班牙人獲得馬匹，並將牠們引入科羅拉多河流域。利用馬匹在各個部落間進行貿易的方式接下來很快地流傳到整個流域，極大地促進原住民的狩獵、聯絡、旅行、戰爭等型態。如猶他人與納瓦霍人等較具侵略性的部落，經常利用馬匹來襲擊那些還尚未熟悉使用馬匹的高休特人與南派尤特人等部落。

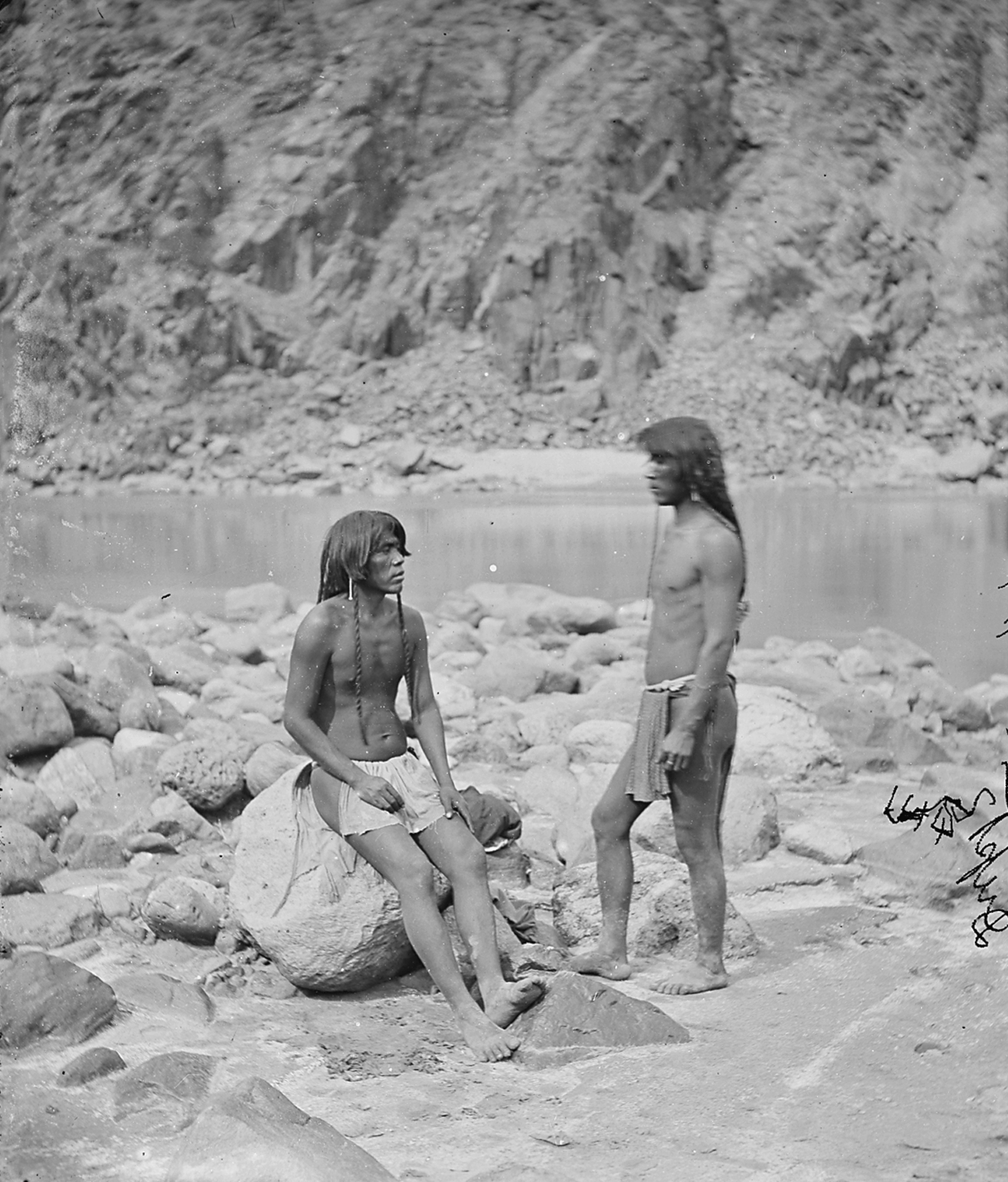
2位莫哈維人戰士在科羅拉多河岸邊，攝於1871年。

歐洲及美國的探險家、尋寶者、拓荒者接下來逐漸遷移至本地，最終與美洲原住民發生衝突，迫使許多原住民離開他們的傳統土地。在1846年的美墨戰爭中，美國從墨西哥手中成功奪取科羅拉多河流域，接著美國人為了開拓西部，派遣由基特·卡森指揮的美國軍隊來與納瓦霍族談判，然而在一系列限縮納瓦霍族領土的嘗試失敗後，美軍以武力逼迫8千多名納瓦霍族男女老幼離開家園，其中有許多原住民集結並激烈抵抗，但都以失敗收場。在今日被稱為納瓦霍遠征中，這些俘虜從亞利桑那州長途跋涉至新墨西哥州薩姆納堡，有許多人在沿途就死去。4年後，納瓦霍人簽署一項條約，同意將他們移至四角落地區，而此處後來轉變為現今的纳瓦霍族保留地。此保留地是美國最大的印第安保留地，佔地70,000平方（27,000平方英里），截至2000年此處人口超過18萬人。
莫哈維人在發起一系列小規模衝突及襲擊篷車隊後，於1850年代後期被驅逐出他們的領土，讓美國軍隊於1859年得以結束對莫哈維族的戰爭。1870年，莫哈維人遷移至莫哈維堡印第安保留地，該保留地橫跨亞利桑那州、加利福尼亞州和內華達州州界。一部分莫哈維人轉移到亞利桑那州及加利福尼亞州州界上佔地1,120平方（432平方英里）的科羅拉多河印第安保留地（Colorado River Indian Reservation ），此處最初由莫哈維人與切梅惠維人於1865年建立。一部分的霍皮族與納瓦霍族人在1940年代也搬遷到此處；這4個部落現在組成一個地緣政治機構，其名為科羅拉多河印第安保留地。
美洲原住民的科羅拉多河水權於19世紀到20世紀間，在流域上進行大規模水資源開發時有很大程度被忽視了，大壩的建設經常對部落產生負面影響，例如帕克壩於1938年建成後，切梅惠維人在河畔邊的土地被蓄水淹沒。時至今日，流域上有10個美洲原住民部落已擁有，或仍繼續要求科羅拉多河用水權。美國政府已採取一些措施來協助開發及量化原住民保留地的水資源；第一個由聯邦政府資助的灌溉項目是1867年在科羅拉多河印第安保留地建造的灌溉渠道。其它開發的水利項目包括納瓦霍印第安灌溉項目，該項目於1962年獲得授權，用於灌溉新墨西哥州中北部納瓦霍部落的部分土地。由於保留地供水困難，大約40%的居民必須用卡車從取水點將水運到幾英里遠的住家，所以納瓦霍人至今仍繼續尋求方法來擴大他們的水權。21世紀時，納瓦霍人為了要求增加水權而向亞利桑那州、新墨西哥州與猶他州政府提出法律訴訟；其中有一些判決有利於納瓦霍人，例如2004年時他們在新墨西哥州的一個定居點因判決而獲得402,000公升（326,000英畝·英尺）配給水量。

### 早期探險家

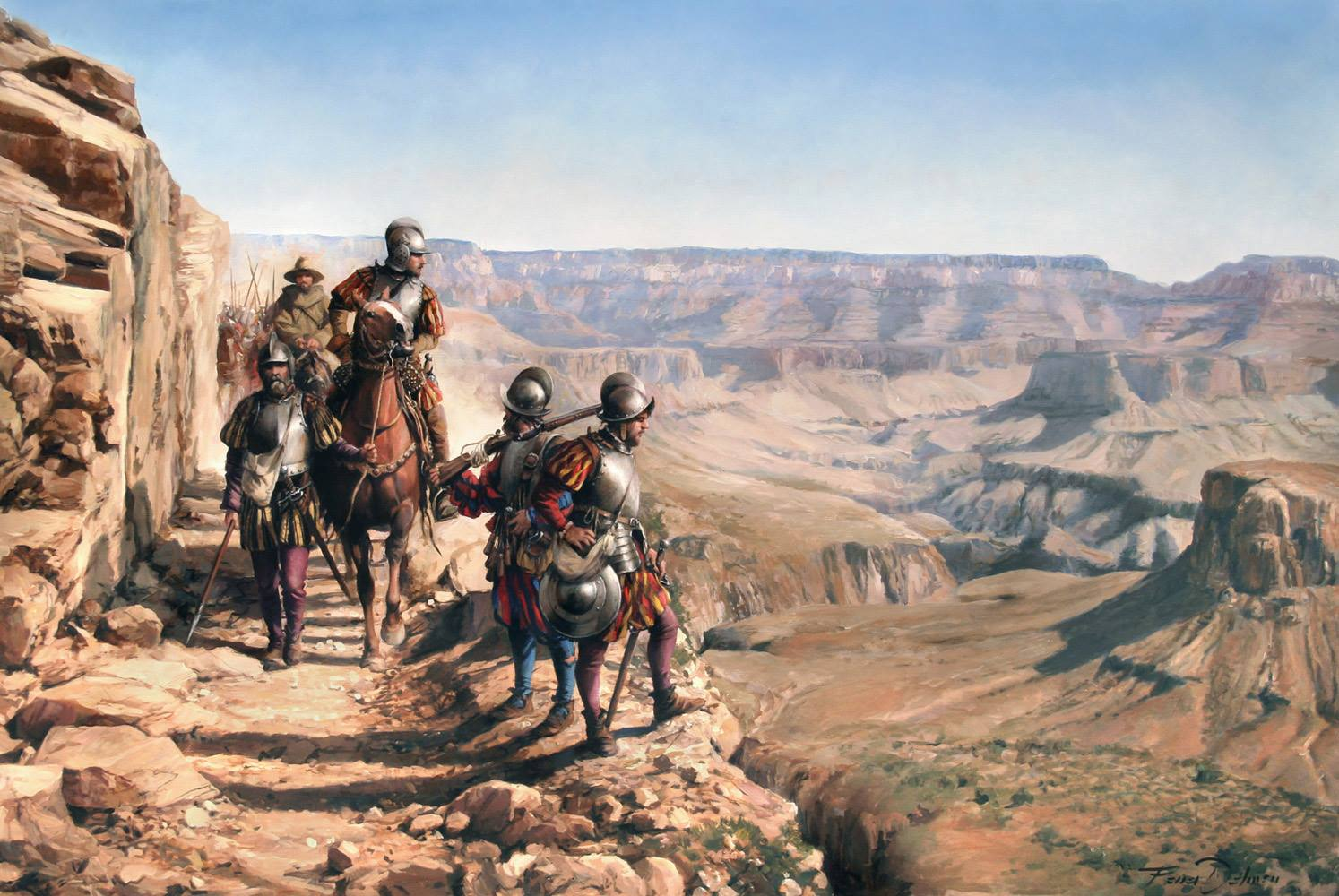
奥古斯托·费雷尔-达尔玛乌所繪畫的《征服科羅拉多》（La conquista del Colorado），圖中描繪弗朗西斯科·巴斯克斯·德·科罗纳多於1540年至1542年間的探險。

西班牙人在16世紀開始探索並殖民北美西部，他們早期的探險動機是尋找黃金七城（或是稱為錫沃拉七城），據傳此7座城市是由美洲原住民建造在北美沙漠西南部某處。根據美國地質調查局出版物記載，弗朗西斯科·德·乌洛亚很可能是第一位發現科羅拉多河的歐洲人，他曾在1536年航行到加利福尼亞灣盡頭處。接著弗朗西斯科·巴斯克斯·德·科罗纳多於1540年至1542年間嘗試尋找傳說中的黃金之城，當科罗纳多從新墨西哥州當地人得知西邊有條大河後，立刻派遣加西亞·洛佩茲·德·卡迪納斯領導的小隊去搜尋。在霍皮人的指引下，卡迪納斯與他的手下成為第一批發現大峽谷的歐洲人。卡迪納斯發現大峽谷時的印象幾乎沒有記載下來，僅能假設當時科羅拉多河的寬度若是1.8（6英尺），估計高91（300英尺）的懸崖僅岩層就大約有一個人的高度。接著卡迪納斯小隊試圖下降到谷底，但由於地形複雜及天氣炎熱，多次嘗試後仍失敗，最後只能撤離該地區。

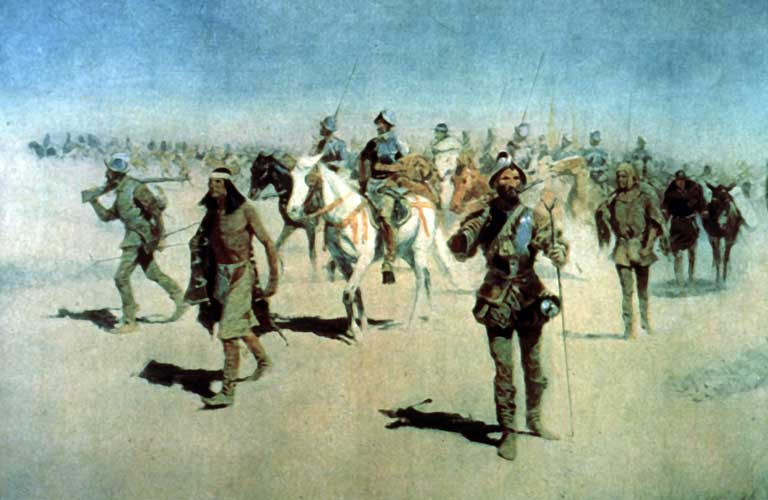
弗雷德里克·雷明顿於1905年所繪畫的《科羅納多向北出發》（Coronado Sets Out to the North）。

埃尔南多·德·阿拉孔所率領的艦隊於1540年抵達科羅拉多河河口，並打算為科羅納多遠征隊提供額外補給。阿拉孔當時可能帶領船團逆流而上，到達今日加利福尼亞州與亞利桑那州州界。根據歷史記載，科羅納多從未抵達加利福尼亞灣，阿拉孔也因為沒有與科羅納多會面而離開。梅爾喬·迪亞斯於同年抵達科羅拉多河三角洲，打算與阿拉孔建立聯繫，然而當迪亞斯抵達時阿拉孔就已先行離去。迪亞茲看到當地人的取暖方式後，將科羅拉多河命名為「火把河」（西班牙語：Río del Tizón），而「火把」這個河流名稱在接下來200年持續使用著。今日的「科羅拉多」名稱是由西班牙語「紅色的」轉換而來，該名稱最初是在尤西比奧·基諾神父的地圖與書面報告中使用著；這些書面資料裡，基諾列出探勘科羅拉多河三角洲資料，並發現加利福尼亞是一座半島而非島嶼。基諾於1701年繪製的地圖『Paso por Tierra a la California』，是目前已知第一張將此河流命名為「科羅拉多」的地圖。
在18世紀到19世紀初期這段時間裡，許多美國人與西班牙人相信布埃納文圖拉河傳說，據稱此河從猶他州或科羅拉多州的洛磯山脈流向太平洋。早在1776年時，西爾維斯特·維勒茲·德·埃斯卡蘭特就將「布埃納文圖拉」這個名字賦予給格林河，但埃斯卡蘭特並不知道格林河是注入到科羅拉多河。當時許多地圖標示格林河及科羅拉多河的源頭與塞維爾河及犹他湖相連，然後向西經過內華達山脈流入加利福尼亞州。冒險家傑迪戴亞·史密斯於1826年從維琴河峽谷到達科羅拉多河下游；史密斯稱呼科羅拉多河為「Seedskeedee」，此稱呼如同「綠河」在懷俄明州毛皮捕獵者之間熟知。最後，約翰·福瑞蒙特於1843年對大盆地進行探險，證明沒有河流穿越大盆地或內華達山脈，正式揭穿布埃納文圖拉河傳說。

### 尤馬堡下游的探索與航行，1850年至1854年
1850年至1854年期間，美國陸軍從加利福尼亞灣開始探索科羅拉多河下游，同時試圖建立一條成本較低的補給線到地處偏遠的尤馬堡駐地。首次探索在1850年11月到1851年1月之間，船團包括由阿爾弗雷德·亨利·威爾考克斯船長指揮的無敵號帆船，以及由喬治·德比中尉指揮的敞篷船組成；德比後來在遠征報告中建議使用吃水較淺的尾輪汽船運送補給至尤馬堡。
接著於1852年2月時，喬治·阿朗佐·約翰遜和搭檔本傑明·哈特向帶領2艘驳船與250公噸（250長噸；280短噸）補給抵達河口，接著由威爾考克斯船長指揮的內華達山脈號帆船帶領出航。2艘駁船在科羅拉多河航行時，其中1艘因沉沒而貨物全毀；另1艘經過長時間的奮鬥下終於抵達尤馬堡，但船上所攜帶的補給很快就被當地駐軍消耗掉。由於完全用船運的補給方式效率低下，後來改由篷車隊從尤馬堡出發，穿過河口三角洲的沼澤與林地地帶，至岸邊與補給船團接觸後再運送物資回尤馬堡。
德比的建議最終在1852年11月得到採納，由多明哥·马尔库奇建造的20（65英尺）長側明輪船山姆大叔號成為第一艘在科羅拉多河航行的蒸汽船。這次補給船團先是由詹姆斯·特恩布尔船長旗下的能力號帆船運載貨物從舊金山到科羅拉多河三角洲。接著能力號在河口上方48（30英里）處轉給山姆大叔號，然而山姆大叔號的推進系統僅20匹馬力（15千瓦特），1次只能攜帶35公噸（34長噸；39短噸）補給，而且首次190（120英里）的單程航行耗費15天才完成。後來山姆大叔號一直來來回回地運送物資，儘管上行時間後來縮短至12天，但仍花了4個月才將所有補給運送至尤馬堡。最後該船因一場過失在尤馬堡下方的碼頭沉沒，於1853年春天的一場洪水中沖走後才得以打撈。特恩布尔最後因財務陷入困境而消失，但他還是展示了利用蒸汽船來運送補給給尤馬堡的價值。
喬治·阿朗佐·約翰遜後來與搭檔本傑明·哈特向、阿爾弗雷德·亨利·威爾考克斯共同成立喬治·A·約翰遜公司，並接下運送尤馬堡物資的合同。約翰遜與他的伙伴們從先前的失敗過程中吸取教訓，並以山姆大叔號為例，建造一艘更強大的側明輪船耶蘇普將軍號來運送物資。完工的耶蘇普將軍號先是從舊金山航行至科羅拉多河河口，接著於1854年1月18日在河口潮水交界處搭載物資並駛往尤馬堡。這艘新船能夠承載50公噸（49長噸；55短噸）補給，從河口到尤馬堡的航行僅僅耗費4到5天而已，運送成本也從每噸200美元降至75美元。

### 尤馬堡上游的探索與航行，1851年至1887年

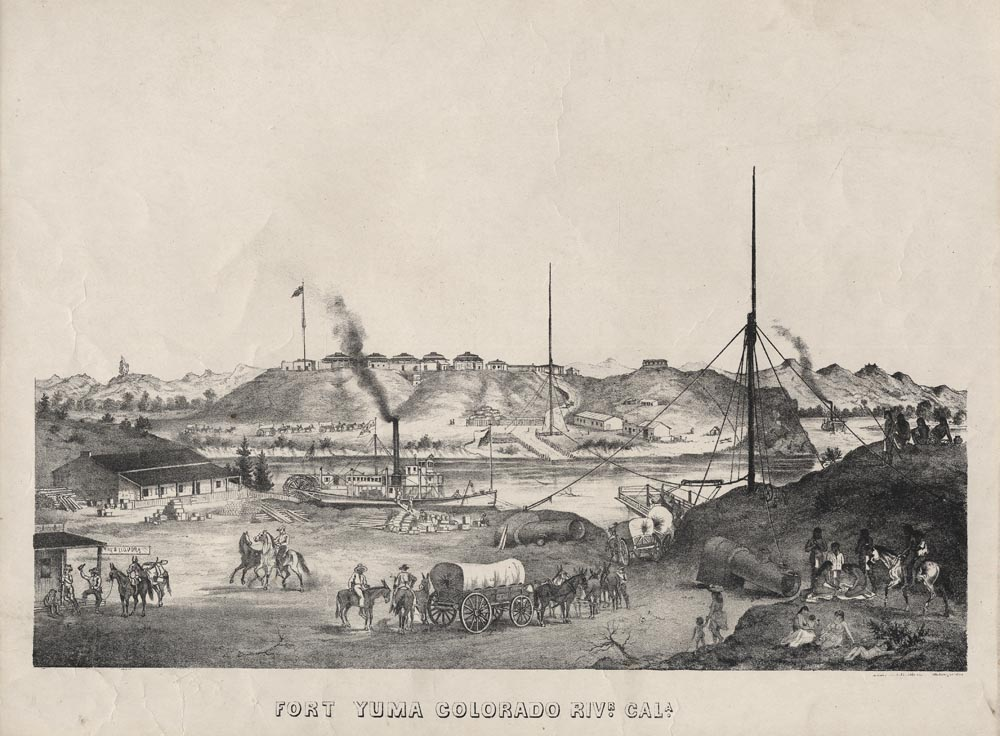
尤馬堡的石版印刷圖，1875年。

第一支向科羅拉多河尤馬堡上游探險的隊伍是由洛伦佐·西格里夫斯率領的地形工程師團，西格里夫斯於1851年帶領隊伍穿越亞利桑那州北部並到達科羅拉多河，此處約在今日亞利桑那州布尔海德市附近，然後從河流東岸下行抵達尤馬堡南部移民小徑路段。由阿米爾·威克斯·惠普爾中尉率領的陸軍地形工程師第二團以太平洋鐵路探勘為名再次進行探索，探險隊於1853年至1854年期間沿著北緯35度線從俄克拉荷馬州出發，途中跨過科羅拉多河，最後抵達洛杉磯。
喬治·阿朗佐·約翰遜在獲得國會資助後，對科羅拉多河上游軍事遠征獲得重要幫助。取得這些資金後，約翰遜希望能為遠征隊提供汽船，然而遠征隊指揮官約瑟夫·聖誕·艾夫斯中尉拒絕收下，讓約翰遜感到憤怒和失望。在艾夫斯於三角洲建造好輪船之前，約翰遜就先於1857年12月31日從尤馬堡出發，自行搭乘耶蘇普將軍號對上游進行探索。他在逆行而上時，於第21天抵達金字塔峽谷第一個急流，此處距尤馬堡480（300英里），離今日戴維斯壩13（8英里）遠。由於約翰遜隊伍所帶的糧食所剩不足，所以只能在抵達金字塔峽谷後返回。當約翰遜的隊伍返航時，遇到惠普爾的助手艾夫斯中尉，此時艾夫斯正帶領著他的探險隊逆行而上，確認科羅拉多河是否能作為前往西南方的航行路線。艾夫斯與他的下屬乘坐一艘特製且吃水淺的蒸汽船探險家號，沿著河川一直到布萊克峽谷。接著換乘小船越過峽谷，並繼續上行至碉堡岩和拉斯維加斯河。經歷無數次擱淺與航行事故，直到河川水位過低而難以繼續上行後，艾夫斯向他的隊伍宣布：「我們是第一批，而且毫無疑問將是最後一批白人造訪這個無利可圖的地方。沿著河道上大部分是僻靜且雄偉的特徵，似乎大自然的本意是希望科羅拉多河永遠無人造訪及打擾。」
直到1866年前，科羅拉多河上游的航行端點實際上僅止於埃爾多拉多峽谷。接著由羅伯特·羅傑斯（Robert T. Rogers）船長旗下的探險隊載著90公噸（89長噸；99短噸）物資，率領埃斯梅拉達號輪船及駁船於1866年10月8日抵達內華達州卡維爾；之後上行端點的紀錄到1879年7月7日為止前一直停留在卡維爾，直到被傑克·梅隆（Jack A. Mellon）船長刷新為止。梅隆船長率領希拉號在埃爾多拉多峽谷卸貨後開始逆流而上，途中越過布萊克峽谷的急流，以最短時間抵達卡維爾，並在此處過夜一晚。第2天繼續向上探索，通過波德峽谷急流後，於1879年7月8日抵達維琴河與科羅拉多河交匯處的里奧維爾 (內華達州)。從1879年到1887年間，內華達州里奧維爾是高水位時蒸汽船所能抵達的上行終點，接著採礦公司所屬的单桅纵帆船西南風號（Sou'Wester）經常將還原銀礦石所需的鹽從里奧維爾運送至位於埃爾多拉多峽谷的工廠。

### 鮑威爾探險隊，1869年至1871年
由於地處偏遠和航行危險等因素，懷俄明州到內華達州之間的科羅拉多河與格林河等河段直到19世紀中葉前仍有很大程度未被開發。這2條河道的海拔急劇下降，據傳上游有巨大的瀑布與波濤洶湧的激流，加上美洲原住民的故事更讓當時美國白人深信這些傳言是真實的。1869年，經歷過內戰的獨臂老兵约翰·威斯利·鲍威尔從懷俄明州格林河駐所率領一支探險隊出發，預計從格林河順流而下，先至與科羅拉多河的交匯處，然後再一路航行到離今日胡佛水壩不遠的內華達州圣托马斯。鮑威爾與9名男姓隊員先前都沒有激流泛舟經驗，但他們仍於1869年5月啟程。在冒險經過羅多爾門、激流峽谷等一連串峽谷急流後，一行人到達小科羅拉多河河口，之後鮑威爾於此處記下了可以說是有史以來關於科羅拉多河大峽谷最著名的文字記錄：
我們現在已準備好踏上偉大的未知之旅；我們的小船由一根根共同的木樁固定，在煩躁的河流顛簸並相互摩擦。船隻航行的高又輕快，比我們想像的負荷要輕。我們只剩下一個月的口糧，麵粉經過篩網重新過篩；變質的培根已經曬乾，最壞的部分已經熟透；幾磅的乾蘋果已經在陽光下攤開，並重新收縮到正常體積；糖都融化且隨著河水順流而下；但我們有一大袋咖啡。較輕的船隻有一項優點：它們可以更好地駕馭波浪，而我們在進行搬運時也沒有什麼可以攜帶的。

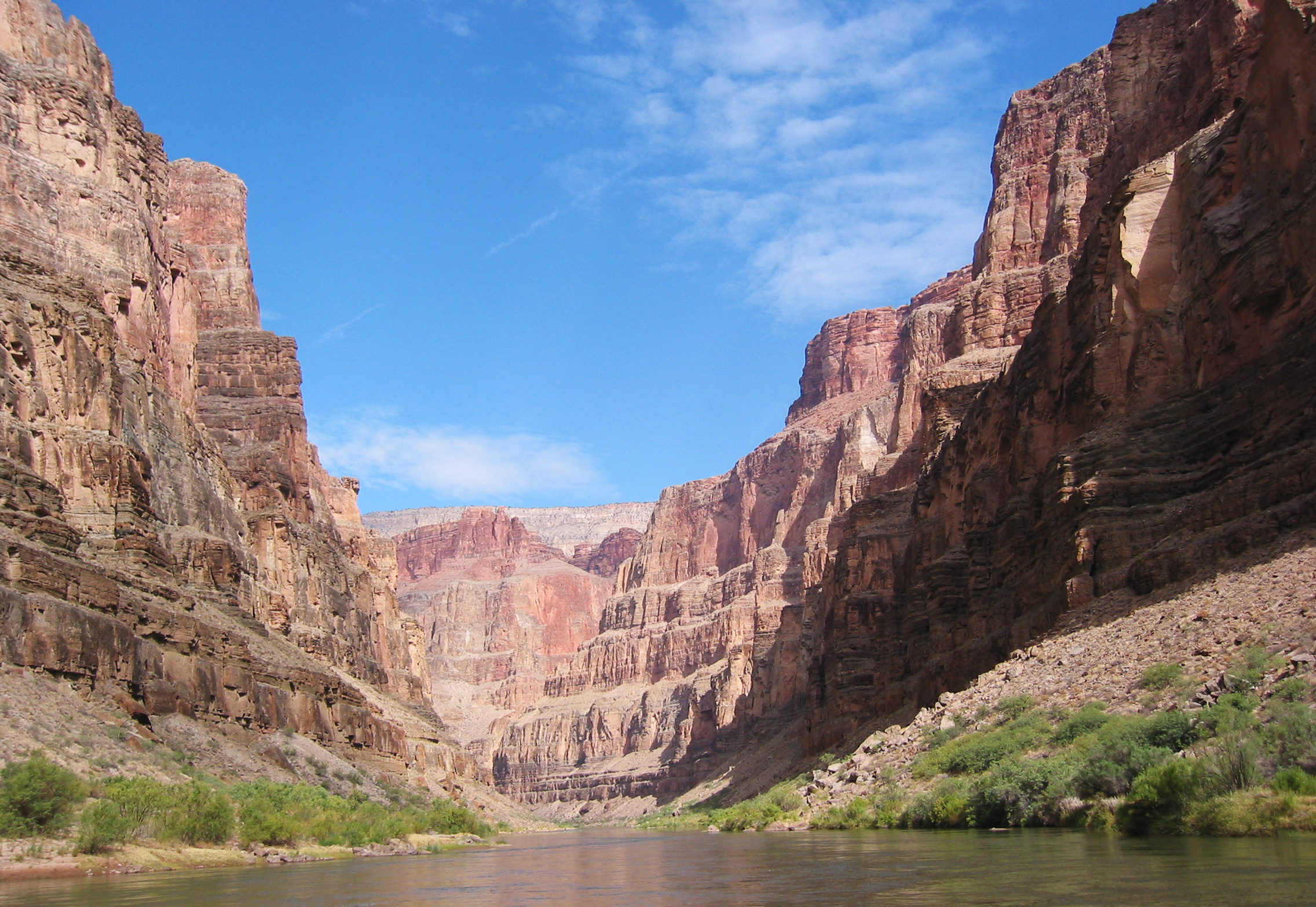
大理石峽谷是1869年鮑威爾地理探險隊在探勘路途中，其中一處曾經造訪過的峽谷。

我們在地球深四分之三英里處，大河變得微不足道，因為憤怒的波浪沖向岩壁和懸崖，漂浮到世界之上；它們只是微小的漣漪，而我們只是侏儒，在沙洲上跑來跑去，或迷失在巨石中。

我們還有未知的距離要旅行；一條未知的河流還有待探索。有什麼瀑布，我們不知道；是什麼岩石包圍了河道，我們不知道；河上有什麼岩壁，我們不知道；呃，好吧！我們可以推測很多事情。男人們像往常一樣愉快地交談；今早的玩笑肆無忌憚；但對我來說，歡呼是陰鬱的，笑話是恐怖的。——约翰·威斯利·鲍威尔日記，1869年8月
1869年8月28日，有3名隊員離開後就沒歸隊，推測他們不可能在穿越大峽谷的旅程中倖存下來；謠傳這3人到達峽谷邊緣後就被美洲原住民殺害；2天過後，探險隊途經大峽谷最後一段急流，並抵達圣托马斯。鮑威爾於1871年再度組織隊伍進行第二次探險，且這次行動獲得美國政府財政支持。這群探險家為許多科羅拉多河及格林河沿岸地點命名，包括格倫峽谷、火焰谷、羅多爾門等。其中具有諷刺意味的是，因20世紀下半葉建造大壩使格倫峽谷被淹沒而形成的湖泊，就是以當時探險隊領導人鮑威爾而命名的。

### 美國人拓荒期

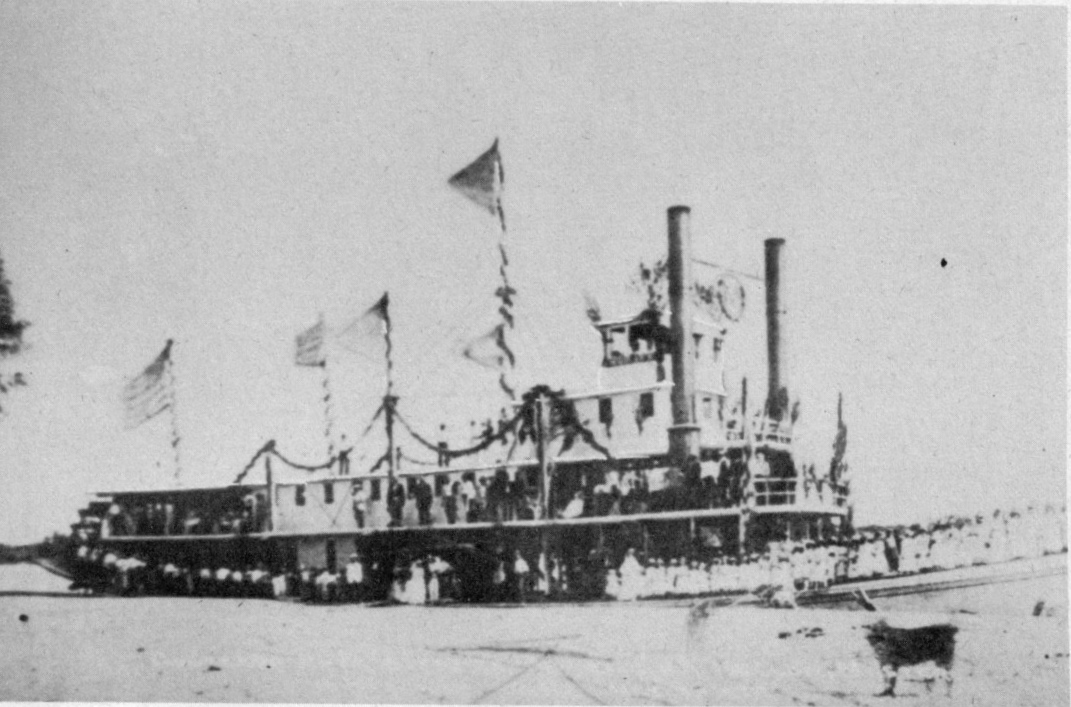
停靠於尤馬的莫哈維2號（Mohave No. 2）蒸汽船，攝於1876年。

從19世紀下半葉開始，布萊克峽谷下游成為蒸汽船貿易的重要航線。山姆大叔號於1852年下水後，為美國陸軍前哨站尤馬堡運送補給。儘管該船服役不久後就因一場意外而沉沒，但河運成本比陸運便宜得多，所以河運商業需求沒有因危險性而下降，反而迅速增加。由於部分河道深度較淺，以及水流的變化等，在科羅拉多河上航行有諸多危險，因此第一艘航行於科羅拉多河的艉輪船科羅拉多號設計可承載54公噸（60短噸）重物資，同時吃水不到0.6（2英尺）深。下游的涌潮也時常對航行帶來重大危害；例如1922年時，一個4.6（15英尺）高的涌潮將一艘開往尤馬的船隻淹沒，造成86至130人死亡。蒸汽船後來迅速成為沿河通信和貿易的主要工具，直到1870年代鐵路運輸興起後才讓河運有競爭對手，最後因美國人自1909年起開始沿科羅拉多河下游建造水壩，讓船隻無法通行，這才使河運逐漸沒落。
19世紀中葉的「昭昭天命」時代，已有許多美國拓荒者到西部州份定居，但直到1850年代前，一般人都會選擇避開科羅拉多河流域。在楊百翰「沙漠中的遼闊帝國」宏偉願景下，摩門教徒們於1855年至1856年間來到德撒律州，並在維琴河支流聖塔克拉拉河沿岸建立克拉拉堡（或稱聖克拉拉堡）。採礦業是科羅拉多河下游的經濟發展主要支柱，如1850年代新墨西哥州西南部的銅礦開採、莫哈維戰爭及1859年希拉河淘金熱、1860年埃爾多拉多峽谷淘金熱、1862年科羅拉多河淘金熱等。

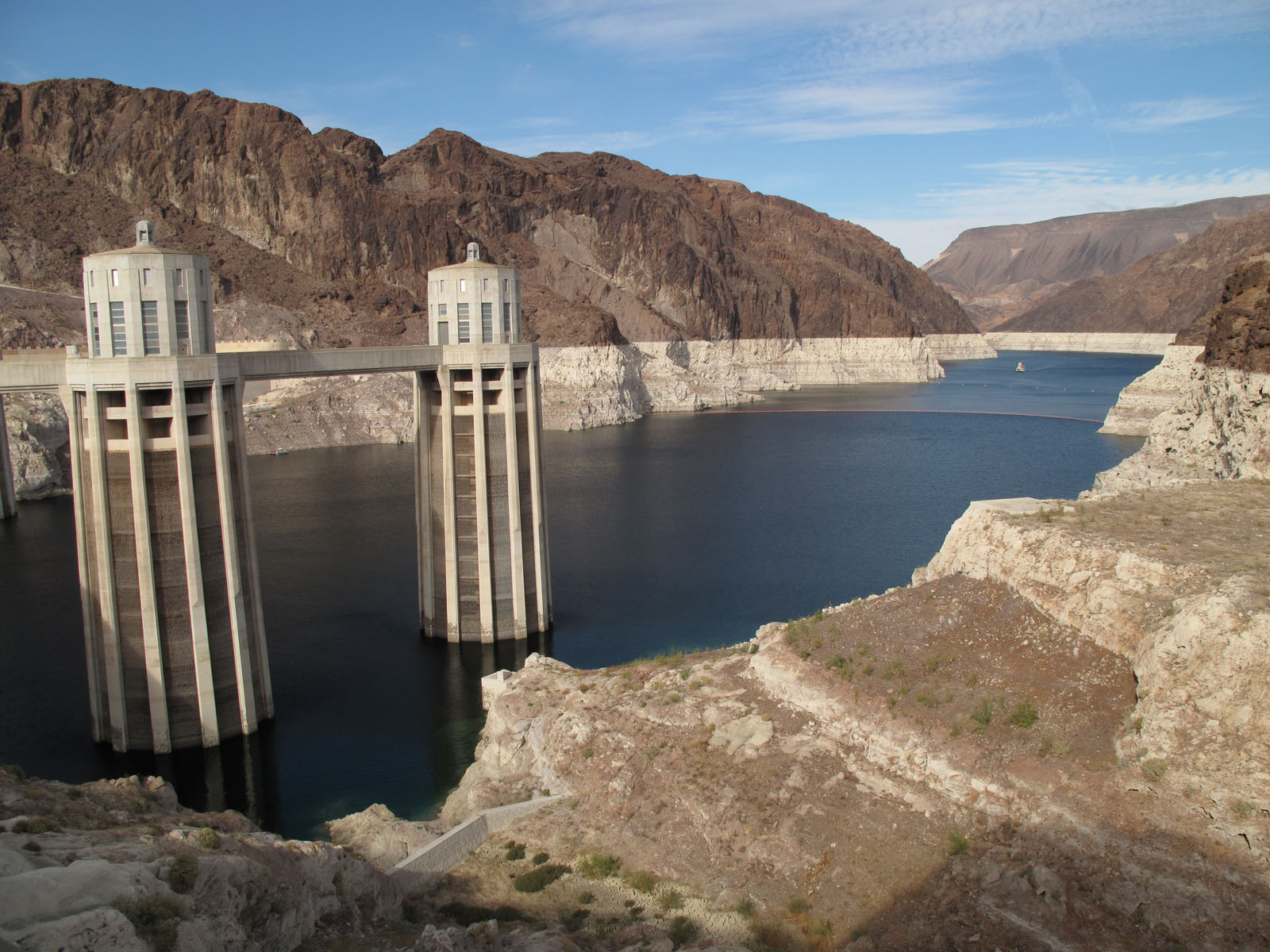
2010年時的米德湖，可以看見水庫因蓄水過低而顯現「浴缸環」（bathtub ring）現象。

南北戰爭爆發前的1860年，摩門教徒們就已經在猶他州華盛頓縣維琴河沿岸建立許多種植棉花的定居點。從1863年到1865年間，摩門教定居者在亞利桑那領地西北部（今內華達州克拉克）馬迪河和維琴河上建立圣托马斯及其它定居地。史東渡口是由這些定居者在科羅拉多河與維琴河交匯處建立的，其目的是將開採的資源透過篷車隊從亞利桑那州莫哈維縣的礦區運送至此處，再經由河運送至南方。此外在1866年時，這些定居者於卡維爾建立一座蒸汽船登陸碼頭，主要提供大盆地的摩門教定居點民眾能透過該碼頭經科羅拉多河通往太平洋。這些定居點在1871年被廢棄前，人口數最多曾達到600人左右，但是近幾10年來，這些山谷成為不法分子或偷牛賊的避風港。當大多數摩門教徒遺棄這些定居點時，其中一位定居者丹尼爾·博內利（Daniel Bonelli）反而決定留下來，除了經營渡輪外還在附近的礦山經營開採鹽業，並利用駁船將開採的鹽運送到下游的埃爾多拉多峽谷工廠，將這些鹽用於加工銀礦石。從1879年到1887年間，科羅拉多輪船運輸公司（Colorado Steam Navigation Company）的輪船利用春季高水位期穿越波德峽谷，將鹽運送到維琴河口的里奧維爾 (內華達州)。當時埃爾多拉多峽谷最大的礦業公司－西南礦業公司（Southwestern Mining Company）也在1879年到1882年間，利用一艘17（56英尺）長的单桅纵帆船西南風號（Sou'Wester）於一年中的低水位期上下穿梭航行，將上游的鹽運至埃爾多拉多峽谷，直到這艘船在布萊克峽谷易怒骯髒急流（Quick and Dirty Rapids）失事為止。

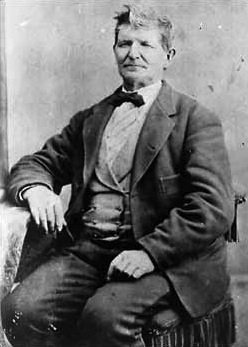
約翰·道爾·李，曾建立橫跨科羅拉多河常駐渡輪系統。

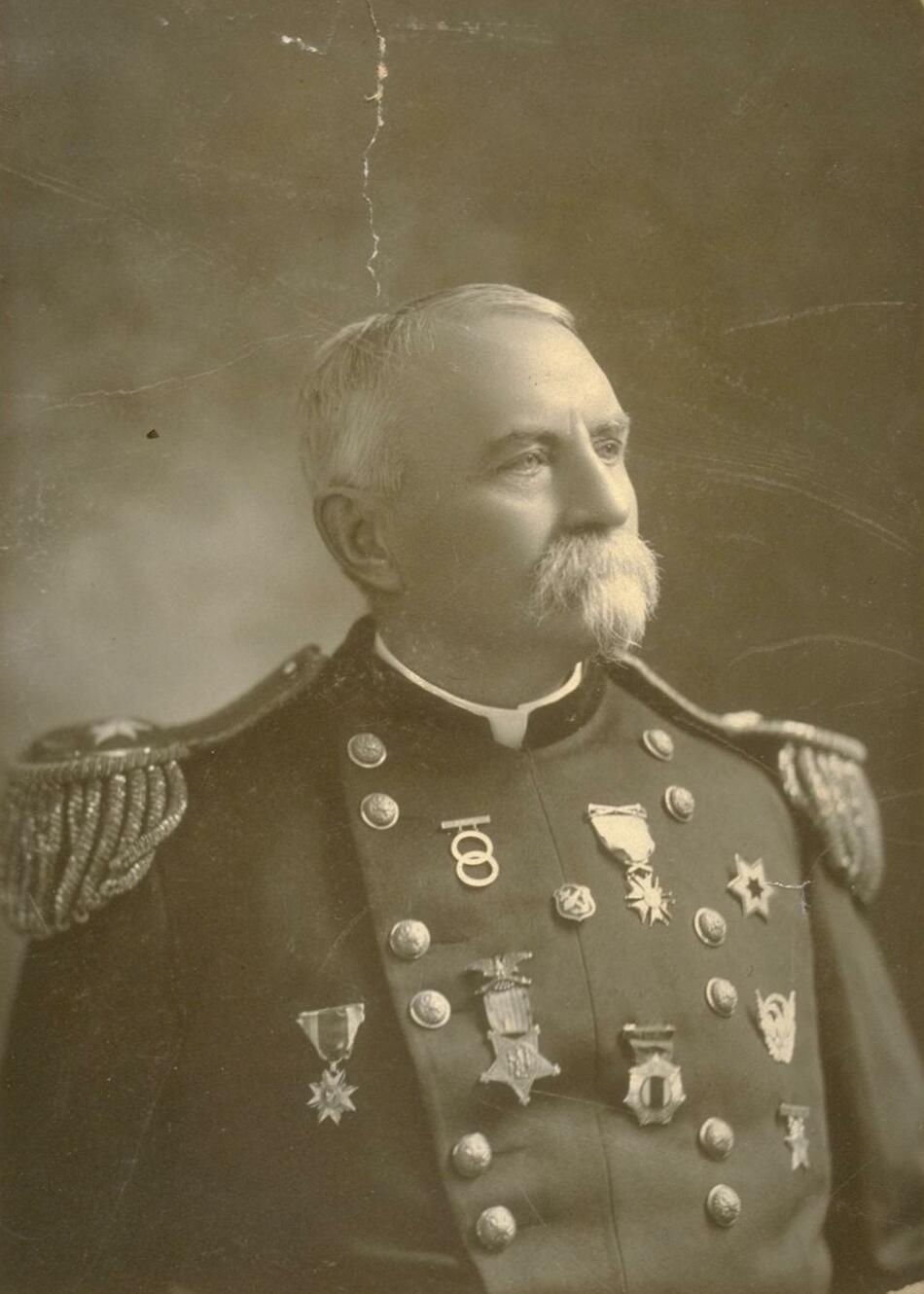
哈里森·格雷·奧蒂斯，曾擔任科羅拉多河土地公司董事長。

1870年代，摩門教徒於杜申河河谷沿岸建立定居點，接著在19世紀後期於小科羅拉多河河谷如亞利桑那州聖約翰斯等地建立城鎮。自1871年開始後，他們還在亞利桑那州中部希拉河沿岸建立起定居點。這些早期定居者崇拜著之前盤據在希拉河谷的霍霍坎文化遺址群，據說這些定居者「想像他們的新農業文明如同神話中的鳳凰鳥，從霍霍坎社會的灰燼中崛起。」摩門教定居者是第一批大規模開發科羅拉多河流域水資源的白人族群，他們除了建立起廣大的綿羊與家牛牧場外，還建造了複雜的水壩與引水網絡來灌溉小麥、燕麥、大麥等作物。
摩門教徒能夠在亞利桑那州殖民的主要原因之一是雅各布·漢布林發現李氏渡口橫渡點，該渡口早期又稱為帕里亞渡口（Pahreah），並於1864年3月開始營運。此處是從上游到下游數百英里河道間唯一一段兩側沒有峽谷壁的地點，同時是大峽谷河段上少數可以用做渡口的地區，後來此處逐漸發展成一座重要的擺渡口。約翰·道爾·李於1870年在李氏渡口建立起常駐渡輪系統；李選擇在此經營渡輪的一個原因是為了逃離追緝，因為當時他被認為是山地草場屠殺事件中帶領屠殺的摩門教領袖，在此事件中有120名乘坐篷車隊的移民被殺害，襲擊篷車隊的隊伍有偽裝成美洲原住民的當地民兵，而李是該隊伍的領袖，被認定應該對此事件負責。儘管李氏渡口地處非常偏僻，但其位在主要聯絡路線上，後來李及他的家人在此處建立起寂寞戴爾牧場。1928年時，一艘渡輪在擺渡時沉沒，導致船上3人死亡。在同年晚些時候，位於渡口下游8（5英里）處的納瓦霍橋正式完工，使得渡輪逐漸被淘汰。
19世紀中葉至20世紀初的掏金熱發揮重要的吸引力，讓許多拓荒者選擇定居於科羅拉多河流域上游；1859年時，一群來自喬治亞州的冒險家在科羅拉多河的支流藍河發現黃金，之後掏金者在礦產處附近建立新市鎮布雷肯里奇。1875年時，同樣為科羅拉多河支流的安肯帕格里河與聖米格爾河發生更大規模的掏金熱，而烏雷與特柳賴德這2座市鎮也分別在這個時期創建。由於科羅拉多河上游流域有一大部分位於黃金礦脈上，吸引掏金者帶來龐大的採礦系統及重型機械開採黃金。採礦業後來在科羅拉多河上游流域發展成主要經濟產業，但對溪流與河川帶來酸礦排水等汙染問題。
當墨西哥總統波费里奥·迪亚斯於19世紀後期歡迎外國資本來墨西哥發展時，美國資本開始進駐科羅拉多河沿岸的墨西卡利河谷。前洛杉磯時報出版商哈里·錢德勒趁此機會與他的岳父哈里森·格雷·奧蒂斯及其他合夥人共同成立科羅拉多河土地公司（Colorado River Land Company），並在下加利福尼亞州墨西卡利河谷逐漸發展為一家興旺的土地公司。該公司總部名義上位於墨西哥，但實際上是在加利福尼亞州洛杉磯。公司主要將土地出租給需要開發的美國人，而承租人利用科羅拉多河河水來灌溉肥沃的土壤。科羅拉多河土地公司很大程度上躲過1910年到1920年間墨西哥革命這段動盪期，但墨西哥政府為了滿足土地改革需求，因而在後革命時期徵收該公司的土地。

### 科羅拉多河上游的命名與爭議
1921年前，格林河交匯處以上的科羅拉多河猶他州河段曾有過很多名稱。多明格斯與埃斯卡蘭特神父於1776年將其命名為「聖拉斐爾河」（Rio San Rafael）。1800年代中期，從格林河到甘尼森河之間的河段常被稱為「格蘭德河」（Grand River）；然而與甘尼森河交匯處以上的河段同時間被稱為「邦卡拉河」（Bunkara River）、「格蘭德河北分叉流」（North Fork of the Grand River）、「藍河」（Blue River）等，直到1870年代後才統一使用「格蘭德河」一名。
科羅拉多州眾議員爱德华·托马斯·泰勒對於科羅拉多河源頭不在科羅拉多州內感到厭惡，於是在1921年向美国众议院能源和商业委员会請願，要求將格蘭德河重新命名為科羅拉多河。懷俄明州、猶他州、美國地質調查局代表對此聯合反對，儘管格蘭德河貢獻的流量比格林河多，但美國地質調查局指出格林河長度更長，上游擁有更大的流域；不過第66屆國會仍於1921年7月25日發布《第460號眾議院聯合決議》，正式將格蘭德河更名為科羅拉多河。

## 水利工程發展

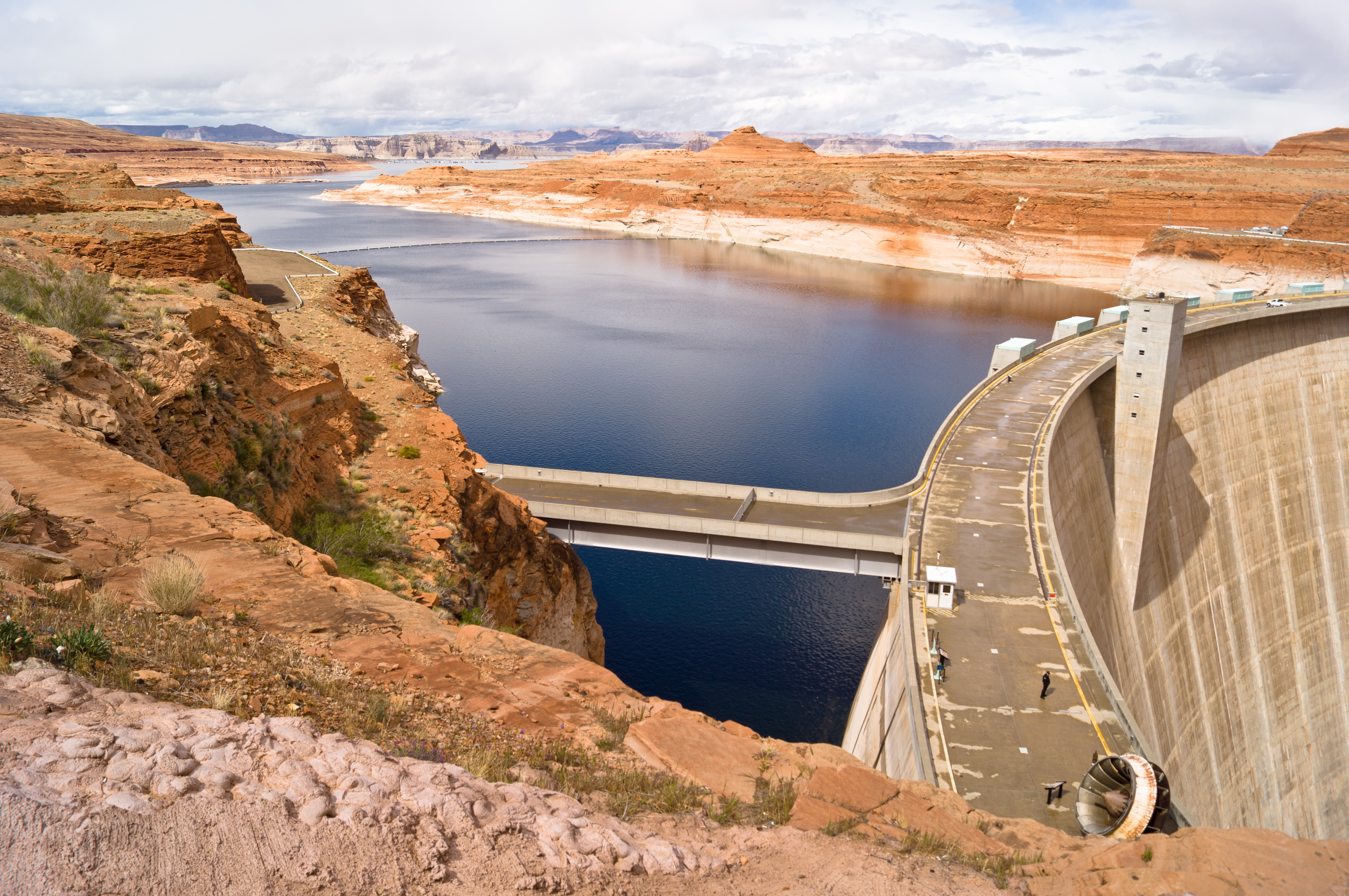
格倫峽谷大壩（圖右）與鲍威尔湖，此水庫蓄水量為24.3 e6acre.ft，是科羅拉多河上蓄水量第二大的水庫。

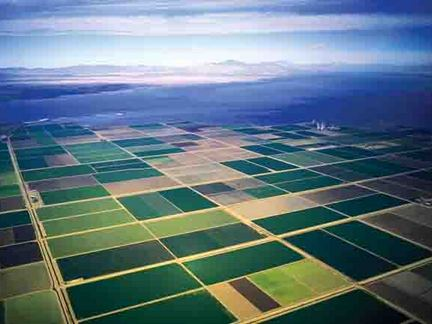
南加州因皮里尔谷的唯一水源來自科羅拉多河，而此處同時是美國生產力最高的農業區之一。

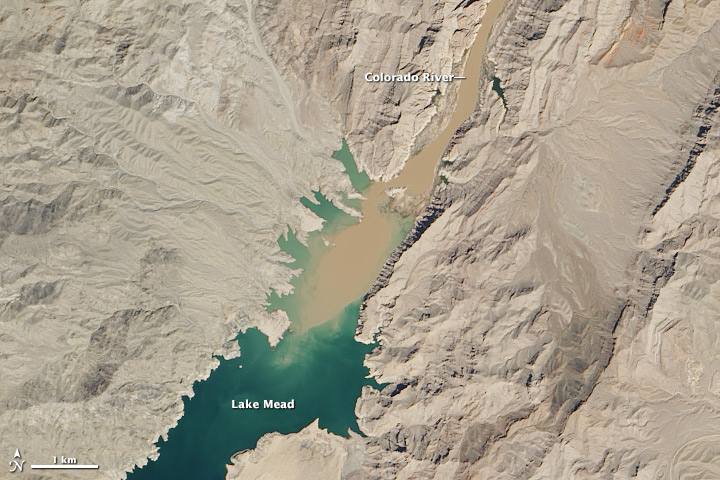
注入米德湖的科羅拉多河。

目前有3600到4000萬人依賴科羅拉多河來供水給農業、工業、家庭等。南內華達水資源管理局稱科羅拉多河是「世界上最受支配、最具爭議和訴訟最多的河流」之一。人們在科羅拉多河上建造超過29座主要水壩及數百英里長的引水渠道來為周遭乾渴的城市供水，同時灌溉1.6 × 106公頃（4 × 106英畝）土地。科羅拉多河目前每年可生產超過120億度水力發電電量，滿足西南地區的尖峰電力需求。這樣為沿岸孕育文明的河川，使科羅拉多河經常被稱為「美版尼羅河」。現今在河川的管理非常仔細，流域內的水庫能夠容納該河年流量4倍，每一滴水在一年內平均使用過17次。
最早在科羅拉多河流域建造的水利工程為格蘭德渠，這是一條26（16英里）長的引水渠道，該渠道的水引自無夏山脈，其中一部分自然地匯入科羅拉多河源頭，其餘則用以加強科羅拉多州芬茲山脈都市走廊的水源供應。此渠道主要由日本與墨西哥勞工建造，1890年竣工時被認為是一項工程奇蹟，每年輸送21,800公升（17,700英畝·英尺）水量越過美洲大陆分水岭。由於科羅拉多州大約75%的降水落在洛磯山脈以西區域，然而80%的人口居住在山脈以東區域，所以州內建造許多跨流域調水設施來引水，當地稱此技術為跨山導流（Transmountain diversions）。另一項跨流域調水工程是科罗拉多河-大汤普逊河调水工程，此計畫構想始於19世紀後期，但直到1930年代才開始建設。現在該設施將科羅拉多河分水嶺的水源運到芬茲山脈都市走廊，運送的水量是格蘭德渠11倍以上。
與此同時，另一端下游處也開始進行大規模開發。1900年，加州發展公司的企業家將南加州因皮里尔谷視為發展河流灌溉農業的絕佳地點，接著聘僱工程師乔治·查菲設計阿拉莫運河，此運河從派洛山附近的河段為起點，將河水引向南方運至墨西哥，最後注入阿拉莫河；現今阿拉莫河是一條小溪，但歷史上該河流曾將科羅拉多河的洪水引入而形成索爾頓湖。由於阿拉莫河常年水流穩定，因皮里尔谷的農場主得以進行大規模灌溉耕作。隨著求職而移民的人逐漸湧入，此區域的小城鎮開始擴張發展。到1903年，因皮里尔谷已有超過40,000公頃（100,000英畝）耕作地，支撐著當地4000名人口，並且還不斷地在成長中。
不久之後，科羅拉多河發生水流量不穩狀況，對下游水利設施造成嚴重破壞。往年一到秋季，河川水位會降到運河取水口以下的位置，須建造臨時導流壩才得以取水；但在1905年初時，一場大洪水摧毀運河的渠首工程設施，使得河水不受控制地沿著運河流入索爾頓窪地。到該年8月9日時，整個科羅拉多河水流都被引入運河，淹沒了因皮里尔谷低漥區域。為了封閉缺口，南太平洋运输公司的工作人員試圖在運河上方築壩，結果築起的水壩被山洪摧毀。运输公司、加州發展公司、聯邦政府等單位至少嘗試7次，耗費超過300萬美元與2年的時間來堵住缺口，讓科羅拉多河得以重新導入海灣，但因皮里尔谷仍有部分地區被洪水淹沒在72（45英里）長的湖泊內，而這湖泊就是現今的索爾頓湖。洪水威脅過去後，人們意識到需要一個更長久的解決方案來防止科羅拉多河洪患再度發生。

### 下游流域開發，1930年至1950年代
1922年，科羅拉多河流域上的美國6個州政府共同簽署《科羅拉多河條約》，此條約以李氏渡口為界，將河流分成上游流域與下游流域，上游流域包括科羅拉多州、新墨西哥州、猶他州、懷俄明州部分地區，以及亞利桑那州一小部分，下游流域包括亞利桑那州、加利福尼亞州、內華達州、以及新墨西哥州與猶他州部分地區。每個州每年都有權使用科羅拉多河9.3立方（7.5 × 106英畝·英尺）的配給水量，據信這一數值來自於河川通過李氏渡口時最小流量紀錄的一半。緊隨其後的是1944年《美墨條約》，該條約協定每年墨西哥可配得1.9立方（1.5 × 106英畝·英尺）水量。亞利桑那州在1922年曾拒絕批准《科羅拉多河條約》，因為州政府反對加利福尼亞州佔用過多的配給量。這場紛爭直到1944年才達成妥協，亞利桑那州將獲得3.5立方（2.8 × 106英畝·英尺）的固定分配量，但前提是加利福尼亞州在乾旱年份時可優先獲得5.4立方（4.4 × 106英畝·英尺）分配權。除此條約外，其它9項於1922年至1973年間制定的決議、契約、聯邦法案、協議等，逐漸構成現在眾所周知的《河流法》。

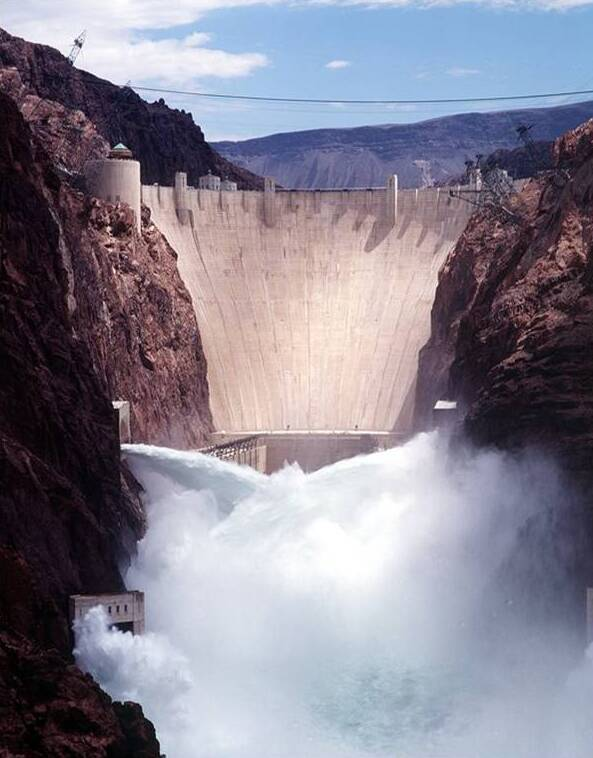
洩洪時的胡佛大壩，攝於1998年。

1935年9月30日，美國墾務局在布萊克峽谷建造的胡佛大壩竣工。大壩蓄水後所形成的米德湖是美國最大的人工湖，能夠容納科羅拉多河2年多的河水流量。作為《波德峽谷計劃》（Boulder Canyon Project）其中之一，胡佛大壩的主要目的是控制洪水、穩定科羅拉多河下游水流量，同時為乾旱時期儲存灌溉用水等，為解決下游洪患邁出重要的一步。胡佛大壩在建造時是世界上最高的水壩，也擁有世界上最大的水力發電廠。大壩穩定調節流量後，讓下游區域得以快速發展；下游的因皮里尔坝與帕克壩於1938年後完工，戴維斯壩也於1950年竣工。
因皮里尔坝於1938年竣工，其源頭位在尤馬上方約32（20英里）處，該壩將通過的河水幾乎全部導引至兩條灌溉渠中。其中之一的全美運河主要目的是永久取代阿拉莫運河。全美運河由於完全位於美國境內，所以以《全美》來命名之；該運河的狀況與命運多舛的阿拉莫運河不同，目前通過全美運河的流量超過740立方每秒（26,000立方英尺每秒），是世界上最大的灌溉渠道，為加利福尼亞州因皮里尔谷2,000平方（500,000英畝）土地提供灌溉水源。因皮里尔谷氣候溫暖，全年日照充足，加上由科羅拉多河引來的豐沛水資源，使該地區全年適合植物生長，讓此處成為現代北美最富饒的農業區之一。1957年，美國墾務局完成第二條名為希拉重力主運河（Gila Gravity Main Canal）的灌溉渠道，此運河為《希拉計劃》（Gila Project）一部分，預計將科羅拉多河河水導引至亞利桑那州西南部，可灌溉該450平方（110,000英畝）土地。
| 科羅拉多河水資源分配表，以下用百萬英畝-英呎為單位。 | 科羅拉多河水資源分配表，以下用百萬英畝-英呎為單位。 | 科羅拉多河水資源分配表，以下用百萬英畝-英呎為單位。 |
| 使用者                                              | 總額                                                | 分配比                                              |
| --------------------------------------------------- | --------------------------------------------------- | --------------------------------------------------- |
| 美國                                                | 15.0                                                | 90.9%                                               |
| 加利福尼亞州                                        | 4.4                                                 | 26.7%                                               |
| 科羅拉多州                                          | 3.88                                                | 23.5%                                               |
| 亞利桑那州                                          | 2.8                                                 | 17.0%                                               |
| 猶他州                                              | 1.72                                                | 10.4%                                               |
| 懷俄明州                                            | 1.05                                                | 6.4%                                                |
| 新墨西哥州                                          | 0.84                                                | 5.1%                                                |
| 內華達州                                            | 0.3                                                 | 1.8%                                                |
| 墨西哥                                              | 1.5                                                 | 9.1%                                                |
| 總計                                                | 16.5                                                | 100%                                                |

下游流域各州除了依靠以上水利設施取得水資源外，還利用別的方法尋求來為城市供水。亞利桑那州中部最初透過西奧多·羅斯福與柯立芝等2座水壩汲取希拉河流域的水資源，這2座大壩分別於1911年和1928年竣工。西奧多·羅斯福壩是美國墾務局推動的第一座大型水壩工程計畫，提供該地區大規模灌溉農業與城市發展所需用水。科羅拉多河水道接著於1941年完工，該水道從帕克壩將水導引至400（250英里）外的洛杉磯大都會區，為1千萬居民供水。聖地牙哥水道支線的初始階段於1947年完成，為聖地亞哥及其郊區近3百萬人提供水源。內華達州拉斯維加斯谷地在這段期間發展迅速，部分歸因於胡佛大壩的建設；到1937年時，拉斯維加斯已建設一條引水管道接入米德湖。第二條引水管道於2018年完工，為拉斯維加斯提供更多的水源。不過內華達州官員相信該州南部的地下水源足以滿足未來的經濟成長需求，另外他們更關心大壩是否能持續供應大量的電力，對於從條約中爭取更多配給量非第一要務，所以內華達州在《科羅拉多河條約》中選擇最小的分配額度。

### 上游流域開發，1950年至1970年代
20世紀最初數10年內，除了科羅拉多州以外，其它上游流域州份仍相對未開發科羅拉多河水資源，僅使用《科羅拉多河條約》下允許的配給額度一小部分。然而各州到1950年代後用水量逐漸增加，使得上游流域開始增建水利工程，將更多的水資源從科羅拉多河流域轉移到芬茲山脈都市走廊、猶他州鹽湖城都會區、新墨西哥州格蘭德河流域等。此類水利工程項目包括1956年完工的羅伯茨引水隧道（Roberts Tunnel），該設施每年將78,000公升（63,000英畝·英尺）的水源從藍河導引至丹佛，另一項為《平底鍋河-阿肯色河計畫》，該計畫預計每年將85,400公升（69,200英畝·英尺）水資源從平底鍋河導引至阿阿肯色河流域。不過上游流域地表水儲存量如果沒有增加，就無法保證上游各州能夠得到條約內的配給量。另外還有人擔心乾旱期間可能會削弱上游流域每年的水流量，使得通過李氏渡口水流量所需的9.3×109立方（7.5 × 106英畝·英尺）預計值降低，進而影響到條約規定的配給量。美國政府於1956年通過《1956年國會法案》為美國墾務局推行的《科羅拉多河蓄水項目》（Colorado River Storage Project）掃清障礙，該項目預計在科羅拉多河、格林河、甘尼森河、聖胡安河等河川上建造大型水壩。
《科羅拉多河蓄水項目》的最初藍圖包括在恐龍國家保護區回聲谷公園內格林河河段上建造2座水壩，然而此舉受到美国国家公园管理局及塞拉俱乐部等環保組織批評。最後該爭議蔓延至全國，迫使美國墾務局放棄造壩計劃，以便能換取火焰谷大壩建造提案，還有延續已準備於格倫峽谷執行的大壩建造案。塞拉俱乐部後來還反對《科羅拉多河蓄水項目》內的另一項主要建造計畫－格倫峽谷大壩，但反對派的氣勢直到施工順利進行後才逐漸形成。這主要是格倫峽谷地處偏遠，大多數美國公眾不知道這壯麗的峽谷在哪裡；僅有少數人認為格倫峽谷比回聲谷公園更具保護價值。塞拉俱樂部領導人大衛·布羅爾於建造期間到竣工後的許多年裡都在與大壩抗爭，直到他於2000年去世為止。布羅爾堅信他本人須負起未能阻止格倫峽谷被洪水淹沒的個人責任，並稱此工程為「最大的錯誤，最大的罪過」。

### 美國西南岸水資源計畫
亞利桑那州農業與都市發展使得用水需求增加，逐漸超過當地河流所能提供的供水量；為了減緩這些擔憂，1950年代美國墾務局制定了《美國西南岸水資源計畫》（Pacific Southwest Water Plan），該計畫旨在建設一項水利工程，使亞利桑那州能够充分利用所得到的3.5立方（2.8 × 106英畝·英尺）河水分配額度。《美國西南岸水資源計畫》是第一項將美國西北部多雨地區水源轉移到科羅拉多河的重大提案；目的是增加亞利桑那州、加利福尼亞州、內華達州，以及墨西哥等下游各州的供水量，從而使上游流域州份能够利用更多水資源。儘管科羅拉多河流域在20世紀中期仍有過剩的水資源未使用，但美國墾務局正確地預測此區域人口將持續增長，最終水資源將供不應求，因此必須先未雨綢繆，從其它流域轉移水源過來補充缺額。
此計畫的原始版本提議從加利福尼亞州北部的三一河取水，來減緩加利福尼亞州南部對科羅拉多河過度依賴，並容許更多的水資源透過水泵導引至亞利桑那州中部。由於用水泵將河水運送至亞利桑那州需要耗費大量電力，另一項《亞利桑那州中部工程計畫》預計在橋峽谷和大理石峽谷2個地址修建水力發電大壩，水壩竣工後將淹沒大峽谷大部分區域，並使下游多數河段乾涸。當計畫公佈時，仍在主導抗爭格倫峽谷大壩的塞拉俱樂部等環保組織一同反抗該工程，最終在反對派成功地遊說下取消。大峽谷建壩計畫之後從《亞利桑那州中部工程計畫》中移除，並規定從大峽谷國家公園邊界向外延伸一部分區域內，明令禁止進一步建設水利設施，抽水所需的電力最後由亞利桑那州佩奇附近於1976年開始營運的納瓦霍燃煤發電站提供。最後，《亞利桑那州中部工程計畫》的水利工程可灌溉超過3,400平方（830,000英畝）面積土地，並將科羅拉多河的水資源分配給居住在鳳凰城到图森區域內500多萬居民。

### 不明確的未來
當《科羅拉多河條約》於1920年代起草時，內容的規範僅參考過去30年的流量記錄，這段期間顯示通過李氏渡口的年平均水流量為21.6立方（17.5 × 106英畝·英尺），然而今日對樹木年輪的研究顯示，這30年可能是過去500至1200年間最潮濕的時期，此時通過李氏渡口的多年自然流量接近於16.7立方（13.5 × 106英畝·英尺），河口的自然流量則是20.1立方（16.3 × 106英畝·英尺）。當時的規範導致各州配給的額度加總比實際科羅拉多河所能供給的量還多，如果遇上乾旱季節則更容易加劇水資源過度分配的問題。
目前有記錄以來最嚴重的乾旱發生在21世紀初，科羅拉多河流域在2000年至2012年期間，僅有其中4年的逕流量達到平均水平或高於平均值。流域內的主要水庫蓄水量降至有史以來最低點，鮑威爾湖僅在2005年初就下降了三分之一的蓄水量，這是自1969年以來的最低水位，而且當時水庫仍在蓄水期。整個科羅拉多河流域的氣候正朝向變暖趨勢，使得年初融雪量和降水量普遍減少。2004年的一項研究表明，流域內降水量到2050年時將減少1－6%，而逕流量將減少到18%。水庫平均蓄水量至少下降32%，進一步削弱整個流域的供水量與水力發電量。斯克里普斯海洋研究所於2008年進行一項研究預測，如果目前的乾燥氣候趨勢和用水量繼續維持到2021年，米德湖與鮑威爾湖蓄水都有可能下降到無法使用的水位，或是成為一攤「死水池」（Dead pool）。
2010年底時，米德湖湖面下降到離第一個「乾旱觸發」水位以上2.4（8英尺）處，使得亞利桑那州和內華達州不得不按照《科羅拉多河條約》的規定開始遵守乾旱時期配給水量。儘管2011年高於平均水平的逕流量注入河流，將水庫水位提升9.1（30英尺）以上，但2012年及2013年又出現創紀錄的乾旱氣候。2014年年初水庫蓄水由於過低，墾務局將鮑威爾湖的排放量減少930 × 106立方（750,000英畝·英尺），這是自1960年代以來鮑威爾湖首次在滿水位期間減少排放量。此決策造成米德湖湖面降至自1937年以來最低滿水位的記錄。周遭地區快速發展與經濟增長使穩定供水問題進一步複雜化，特別是比亞利桑那州及內華達州配給量還要多的加利福尼亞州；如果供水量減少，加利福尼亞州配給額削減量將比內華達州和亞利桑那州的削減總和還要多。儘管美國政府已經實施嚴格的節水措施，但科羅拉多河流域嚴重缺水的威脅程度每年都在增加。
在2018年測得積雪量遠低於平均水平之後，墾務局官方宣布2020年預測水源短缺的機率為52%，2021年為64%，2022年為68%。經歷2個極端乾燥的冬季之後，鮑威爾湖水水面於2021年7月降至1969年蓄水以來最低水位。為了因應缺水危機，墾務局開始從上游水庫放水，使鮑威爾湖蓄水量維持在能夠發電的最低水位之上。米德湖的蓄水量也由於過低，迫使聯邦政府首次啟動節水機制，強制削減亞利桑那州及內華達州的供水配額，並預計2022年時還要持續削減配額量。
缺水的預期在之後得到證實，墾務局於2021年8月16日發布科羅拉多河流域至2021年8月前調查連續24個月的研究報告，官方基於鮑威爾湖與米德湖的水位異常低落，對外宣布科羅拉多河流域持續發生歷史性乾旱氣候，以及逕流量過低等因素，導致水庫水位持續下降，格倫峽谷大壩與胡佛大壩的下游排放量將在2022年減少；這項公告等同於第一次發布「短缺」聲明。下游流域的水量減少將同步降低各州年度分配量，亞利桑那州將減少18%，內華達州減少7%，而墨西哥減少5%。

## 生態

### 野生動物與植物

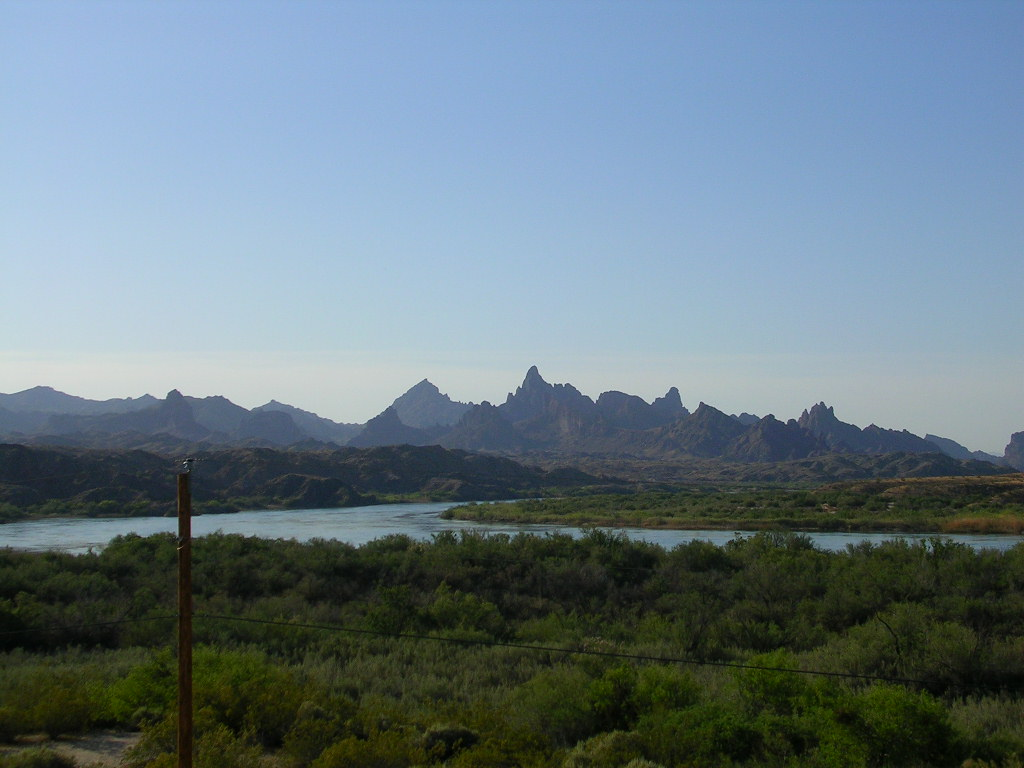
科羅拉多河亞利桑那州托波克附近河段，河川兩岸的森林茂密生長。

科羅拉多河及其支流穿越廣闊的沙漠地區，並滋養出河岸生態走廊帶。儘管河岸帶在流域中所佔的比例相對較小，且經常受到工程項目及河流改道等影響，但這些地區是流域內所有棲息地中擁有最大生物多樣性的區域。沿著河岸往下，最突出的河岸帶位在戴維斯壩下游的科羅拉多河河段，特別是科羅拉多河三角洲一帶，儘管淡水流量減少及柽柳属等入侵植物來到，但河岸地區仍孕育著358種鳥類。近年因三角洲面積縮小，威脅到美洲虎及加利福尼亞灣海域特有種小頭鼠海豚等動物生存。此外，人們在科羅拉多河發展同時，透過減緩河川的季節性流動變化，特別是緩和通過大峽谷河段的流動變化，無意間孕育出新的河岸帶。
多達1600種植物生長在科羅拉多河流域，從分布於索诺拉與莫哈韦沙漠的石炭酸灌木、巨柱仙人掌、約書亞樹等沙漠植物，到分布於洛磯山脈等高地森林的西黄松、亞高山冷杉、道格拉斯冷杉、恩格爾曼雲杉。在19世紀伐木業興盛前，從高海拔地區往南至美墨邊界一帶皆生長著豐富茂盛的森林，這些地區的逕流滋養河谷內茂盛的草原群落。流域內一些乾旱地區如懷俄明州格林河上游谷地、猶他州峽谷地國家公園，以及亞利桑那州與索諾拉州的聖佩德羅河河谷，於1860年代晚期培育著大片草原，以及野牛、叉角羚等大型哺乳動物。今日在亞利桑那州圖森附近只有粉狀的沙漠顆粒，但這裡的草曾經高過一個騎在馬上的人。
科羅拉多河流域內曾是49種本地魚類棲息地，其中42種是特有種；然而因水利工程建設與河川整治，使其中4個物種滅絕，另外40個物種數量嚴重下滑。目前粗壯骨尾魚、剃刀背胭脂魚、尖頭葉唇魚、弓背鮭等是受威脅物種；所有這些魚類都是科羅拉多河河系獨有的物種，並且都已適應河流的自然淤泥條件與流量變化；然而大壩攔砂作用導致釋放的河水較為清澈，明顯地改變流域內魚群棲息的環境。今日在科羅拉多河中出現另外40種如褐鱒等魚類，皆是於19及20世紀時才引入的物種，而非本地棲息的原有種，這些魚類主要供人類遊釣用。

### 環境影響

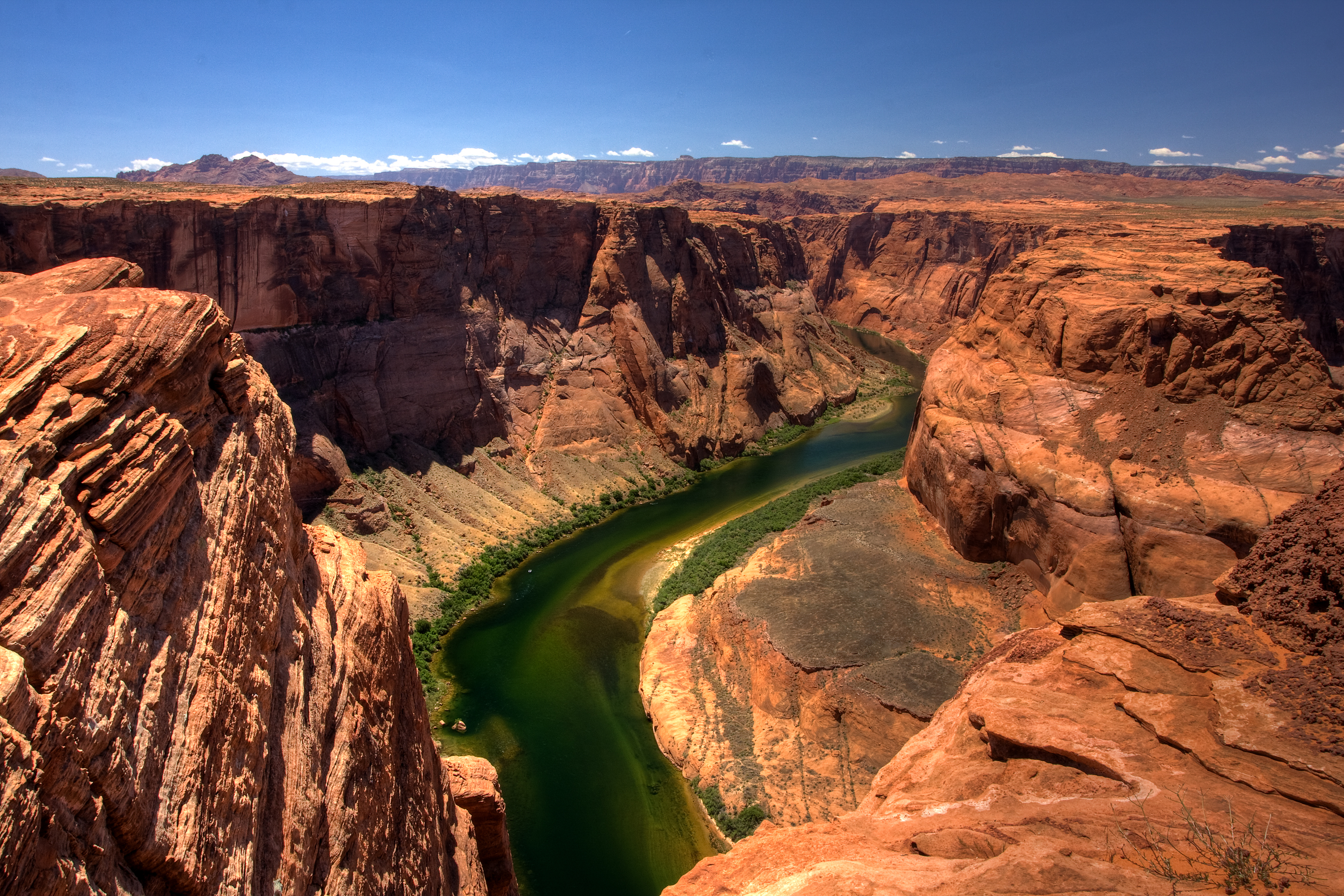
科羅拉多河以其被自然沉積物染成紅色而得名，但現在因築壩而使河面呈現清澈的綠色，如圖在格倫峽谷大壩下游所見。

從歷史紀錄來看，科羅拉多河每年向加利福尼亞灣搬運77至91 × 106公噸（85至100 × 106短噸）沉積物或淤泥，整體搬運量在北美洲僅次於密西西比河。如此多的沉積物滋養了下游濕地與河岸區，特別是佔地7,800平方（3,000平方英里）的河口三角洲，此處曾是美洲大陸最大的河口灣。目前多數沉積物被上游鮑威爾湖攔截，其餘則堆積在米德湖。多項研究估計河流帶來的沉積物若要將鮑威爾湖完全填滿，所需時間要300到700年。攔截沉積物的水壩不僅對河流棲息地造成破壞，還威脅到未來的水庫運作。
河川流量減少的原因來自水壩蓄水、引水渠道引水、热力发电厂取水，以及水庫蓄水蒸發等；而水庫蓄水蒸發消耗掉河川自然逕流量15%以上，這對科羅拉多河三角洲及加利福尼亞灣的生態造成嚴重影響。大量淡水流經的鹽沼三角洲地區曾經是海灣水生物種的繁殖場所。如今乾涸的三角洲面積只有原來一小部分，同時不再為生物提供適合的棲息地，海灣中的魚、蝦、海洋哺乳動物數量也因此急劇下滑。自1963年以來，科羅拉多河只有在1980年代與1990年代聖嬰現象發生期間才有足夠的流量注入海洋。
流量減少導致河川下游影響水質的物質濃度增加，鹽度是其中一個主要問題，因為鹽會腐蝕農業區及都市區的輸水管道。科羅拉多河下游的鹽含量在自然狀態下約50ppm，但是到1960年代時已遠遠超過2,000ppm以上。1970年代初期，人們非常關切灌溉排水後從當地土壤浸出的鹽分量；據估計，每年有9.1 × 106公噸（10 × 106短噸）過量的鹽分流入河川。為了減緩鹽度過高的問題，《科羅拉多河流域鹽度控制計畫》於1974年通過，強制對河川採取保護措施，包括減少鹽水排放等。該計劃使河川年負荷減少約1.1 × 106公噸（1.2 × 106短噸）的鹽量，但此問題仍一直持續存在，沒有因計畫實施而解決。美國墾務局於1997年估計，含鹽灌溉水在美國造成作物損失超過5億美元，在墨西哥則超過1億美元的損失。為解決下游鹽鹼化問題，人們作出一系列的努力，包括在尤馬建造河水淡化設施等。2011年，美國7個州達成共識實施一項計畫，目標是到2030年前每年須減少584,000公噸（644,000短噸）鹽量來降低河川鹽度。2013年時，美國墾務局估計每年需花費約3200萬美元才能防止1.2 × 106公噸（1.3 × 106短噸）鹽量注入科羅拉多河。
含農藥殘留的農業區逕流也常注入至河川中，使得下游的河水常含有農藥殘留物，導致魚類死亡，其中在1964年至1968年間有6件相關事件被記錄下來。在因皮里尔灌溉区用河水灌溉的農田，附近的溪流含有農藥殘留問題更加嚴重。因皮里尔谷的灌溉河水會溢出到紐河與阿拉莫河內，最後沿著這2條河流注入到索爾頓湖。此處的河流和湖泊都是美國污染最嚴重的水域之一，不僅對水生生物構成危險，人和候鳥也受到相當危害。農業區逕流造成的污染不只侷限於下游流域，同樣的問題在上游流域也很嚴重，例如科羅拉多州大河谷也是灌溉農業集中區域，農業區逕流汙染在當地也是問題。

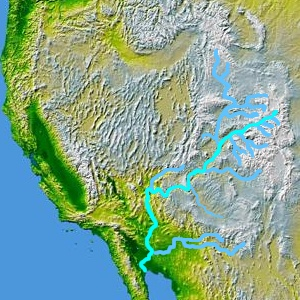
科羅拉多河在美國西部及墨西哥北部的河系示意圖。

胡佛大壩和格倫峽谷大壩等大型水利設施通常會在蓄水量較低時釋放河水，從而使科羅拉多河大多數河段的全年溫度相對較冷且穩定。早期科羅拉多河平均溫度範圍曾經在盛夏的29 °C（85 °F）到冬天接近冰點之間變化，但現今通過大峽谷的水流溫度很少過於偏離8 °C（46 °F）。溫度的變化導致本地魚類族群數量下降，而穩定的流量使沿岸植披生長茂盛，遮蔽河邊棲息地頂部。這些模式的改變對休閒划船者更加危險，在較冷的河水中，人們可能死於體溫過低，而洪水次數過低導致崩落的岩石堆積在河床上，使河川更加難以航行。

#### 319號備忘錄
進入21世紀後，人們對有限地恢復科羅拉多河三角洲水流量產生興趣。2012年11月，美國和墨西哥達成一項名為《319號備忘錄》協議，該協議同意墨西哥在潮濕年份時，將其分配的水量儲存在美國水庫內，從而提高水資源利用效率。除了上述方式，墨西卡利河谷的灌溉渠也透過翻新來減少滲漏，使每年可有56 × 106立方（45,000英畝·英尺）左右的水量釋放到三角洲。這些水當作年基本流量和春季「脈衝水流」，用以比擬河水最初由融雪匯集驅動的狀態。第一波脈衝水流於2014年3月21日啟動，接下來8週持續釋放130 × 106立方（105,000英畝·英尺）水量，將950公頃（2,350英畝）面積的溼地恢復生氣。此脈衝水流於2014年5月16日注入大海，標誌著過去16年來科羅拉多河再次注入海洋，這一試驗被譽為「具有歷史政治及生態意義的實驗」，同時是美墨兩國在自然保護合作上的里程碑。緊隨其後的計畫是接下來三年內將穩定釋放64 × 106立方（52,000英畝·英尺）水量，而這僅達到築壩前平均流量的一小部分。

## 休閒活動

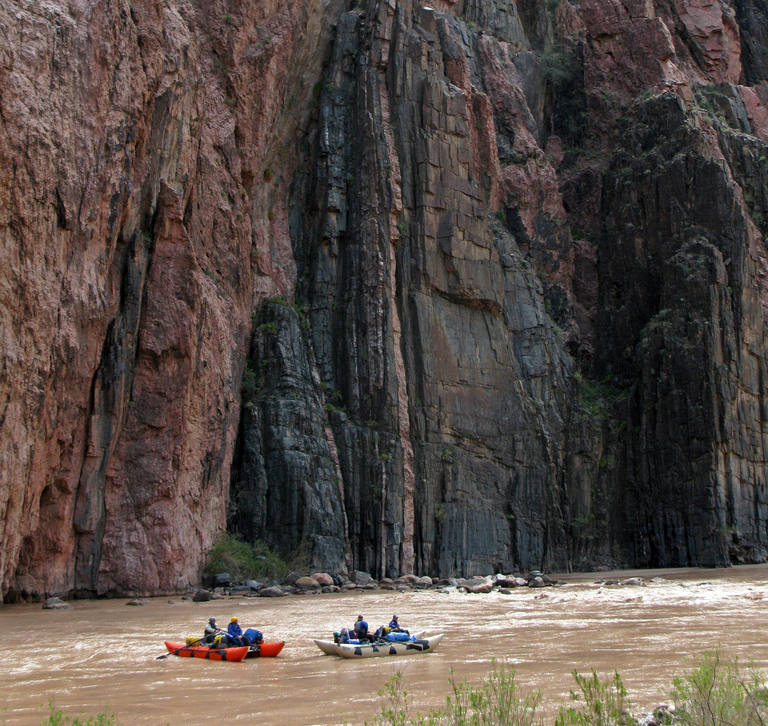
一群人在科羅拉多河上激流泛舟。

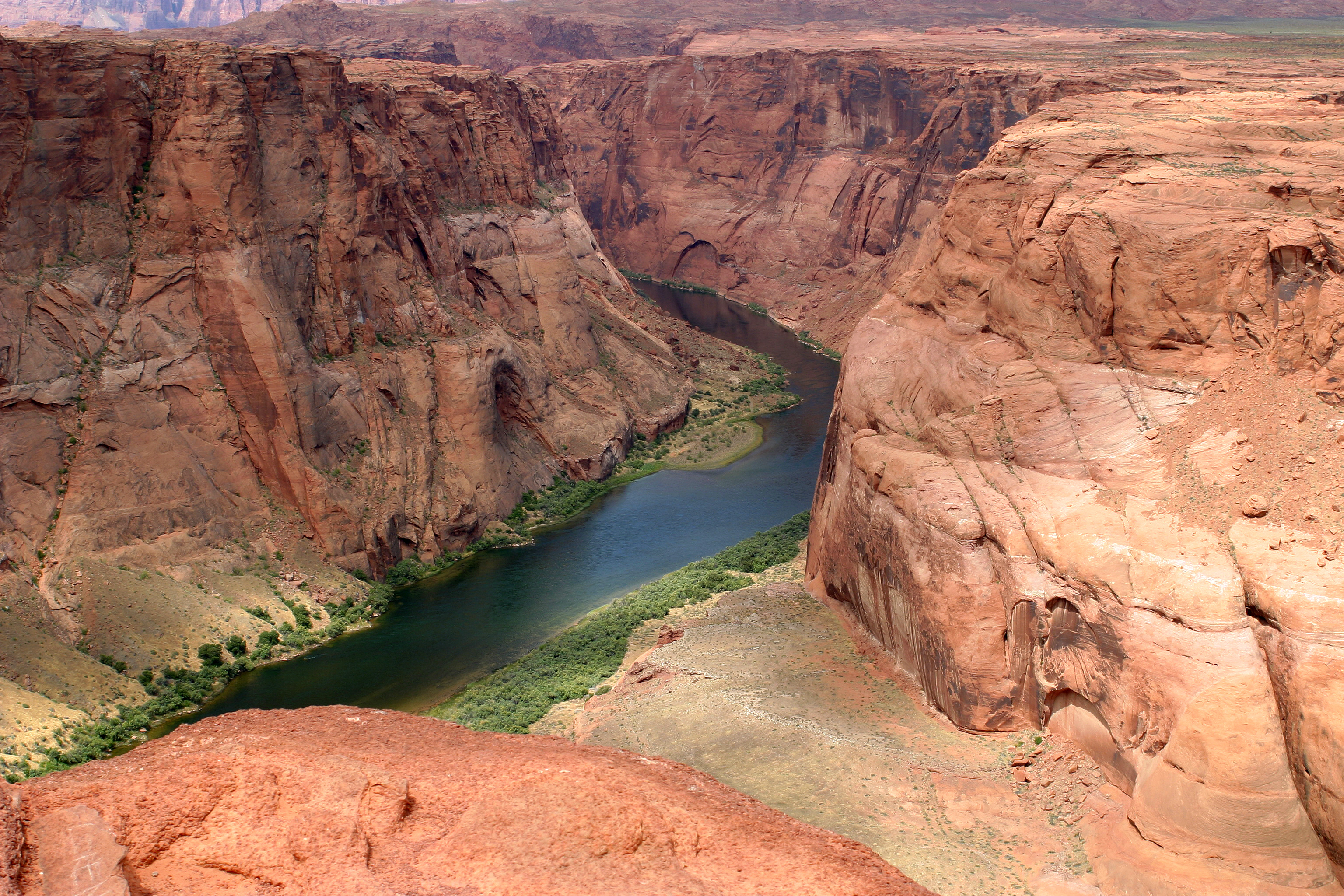
科罗拉多河，拍摄于美国亚利桑那州佩吉市附近。

科羅拉多河以其壯麗的峽谷與急流而聞名，是美國最令人嚮往的急流景點之一，每年有超過22,000人造訪大峽谷，此河段被稱為「泛舟航行之祖父」（Granddaddy of rafting trips）。大峽谷泛舟之旅通常從李氏渡口開始，然後在鑽石溪或米德湖結束；整個商務旅行期限為1至18天，私人旅行的期限為2至25天。私人（非商業）泛舟旅行極難安排，因為美国国家公园管理局以環保為由限制航行數量；渴望私人旅行的人們往往需要等待10年以上才有機會排到。
除了大峽谷以外，還有其它幾個河段的急流也很受歡迎，這些地區大多有提供商業旅行服務。激流峽谷及科羅拉多河源頭等處比大峽谷還更多人來泛舟，每年約有6萬名划船者在雷迪厄姆以上7.2（4.5英里）長河段泛舟。河川上游還包括許多具有挑戰性的急流，其中包括戈爾峽谷河段，但此處非常危險，被列入「不建議划船」等級。另外從摩押往上游一部分河段，被人稱為「日常」（Daily）或「費舍爾高塔群」等區域，是猶他州境內造訪人數最多的激流景點，僅2011年就有超過77,000名遊客來訪。位於格林河的格雷峽谷（Gray Canyon）與荒野峽谷急流，以及聖胡安河下游較不顛頗的「鵝頸」河段等景點，也常有泛舟者穿梭其間。
除了許多國家森林、州立公园、國家休閒區以外，還有11座國家公園都在科羅拉多河流域內，包括拱門、甘尼森布莱克峡谷、布萊斯峽谷、峽谷地、卡皮特尔沙岩、大峽谷、弗德台地、石化林、洛磯山、巨人柱、錫安國家公園，為整個流域提供多樣性休閒活動讓來訪的旅客消遣，這些休閒活動包括健行、背包旅行、露营、滑雪、钓鱼等。不過沿岸採礦及農業的污染逕流排入河川內，導致包括洛磯山脈等多處溪流的魚群減少。位在科羅拉多河上的主要水庫也是夏季旅遊勝地之一；這些地區包括米德湖、鮑威爾湖、哈瓦蘇湖、莫哈維湖、火焰谷水库、纳瓦霍湖等，而船屋度假與滑水等項目在這些區域是熱門休閒活動之一。鮑威爾湖及附近的格倫峽谷國家休閒區在2007年時曾接待超過200萬遊客，而2008年時則有790萬人來訪米德湖及其國家休閒區。在科羅拉多河流域內以休閒產業為職業的人們大約有25萬，每年為美國西南部經濟貢獻260億美元。

## 引用書目
- Annerino, John. . Stackpole Books. 1999. ISBN 978-0-8117-2700-6 （英语）.
- Armstead, Lloyd Dean. . Globe Pequot. 1997. ISBN 978-0-7627-0083-7 （英语）.
- Axelrod, Alan; Phillips, Charles. . Adams Media. 2008. ISBN 978-1-59869-428-4 （英语）.
- Barnes, Will Croft. . University of Arizona Press. 1988. ISBN 978-0-8165-1074-0 （英语）.
- Benke, Arthur C.; Cushing, Colbert E. . Academic Press. 2005. ISBN 978-0-12-088253-3 （英语）.
- Billington, David P.; Jackson, Donald C.; Melosi, Martin V.  (PDF). U.S. Bureau of Reclamation. 2005  [2012-04-22]. ISBN 978-0-16-072823-5. OCLC 248547017. （原始内容存档 (PDF)于2012-02-22） （英语）.
- Blond, Becca; Dunford, Lisa; Schulte-Peevers, Andrea. . Lonely Planet Travel Guides. Lonely Planet. 2008. ISBN 978-1-74104-713-4 （英语）.
- Bolton, Herbert Eugene. . University of Arizona Press. 2017. ISBN 978-0-8165-3570-5 （英语）.
- Brown, Robert Leaman. . Caxton Press. 1972. ISBN 978-0-87004-218-8 （英语）.
- Casey, Robert L. . Globe Pequot. 2007. ISBN 978-0-7627-4064-2 （英语）.
- Chanson, Hubert. . World Scientific Publishing Company. 2011. ISBN 978-9814335416 （英语）.
- Christiansen, Paige W.  (PDF). New Mexico Bureau of Mines & Mineral Resources. 1975. ASIN B000OM96YK. （原始内容存档 (PDF)于2021-07-19） （英语）.
- Cohen, Michael. Luu, Paula; Ross, Nancy , 编.  (PDF). Oakland, California: Pacific Institute. 2013: 11  [2021-08-25]. ISBN 1-893790-38-X. （原始内容存档 (PDF)于2021-08-25） （英语）.
- Dellenbaugh, Frederick Samuel. . G.P. Putnam's Sons. 1909. OCLC 645167127 （英语）.
- Dolnick, Edward. . HarperCollins. 2002. ISBN 978-0-06-095586-1 （英语）.
- Dwyer, John J. . Durham: Duke University Press. 2008  [2021-08-28]. ISBN 978-0-8223-8894-4. （原始内容存档于2021-08-28） （英语）.
- Felger, Richard Stephen; Broyles, Bill. . University of Utah Press. 2007. ISBN 978-0-87480-818-6 （英语）.
- Fielder, John. . Big Earth Publishing. 2002. ISBN 978-1-56579-429-0 （英语）.
- Fradkin, Philip L.  2. University of California Press. 1996. ISBN 978-0-520-20564-2 （英语）.
- Granger, Byrd H.; Barnes, Will Croft. . University of Arizona Press. 1960: 21  [2011-12-09]. ASIN B000MZ0CCO. OCLC 1029436789 （英语）.
- Glass, Mary Ellen; Glass, Al. . University of Nevada Press. 1983. ISBN 978-0-87417-074-0 （英语）.
- Gudde, Erwin G.; Bright, William. . University of California Press. 2004. ISBN 978-0-520-24217-3 （英语）.
- Gupta, Avijit. . John Wiley and Sons. 2007. ISBN 978-0-470-84987-3 （英语）.
- Gupta, S.K. . John Wiley & Sons. 2010. ISBN 978-1-4443-2397-9 （英语）.
- Ghiglieri, Michael P.; Myers, Thomas M.  1st, tenth revision. Flagstaff: Puma Press. 2001. ISBN 978-0-9700973-1-6 （英语）.
- Hopkins, Ralph Lee. . The Mountaineers Books. 2002. ISBN 978-1-59485-169-8 （英语）.
- Hopkins, Ralph Lee; Hopkins, Lindy Birkel. . The Mountaineers Books. 2000. ISBN 978-0898867084 （英语）.
- Ives, Joseph C. . . 36nd Congress, 1st Session. Washington: U.S. Government Printing Office. 1861: 15-16  [2021-08-28]. OCLC 55979175. （原始内容存档于2021-08-26） （英语）.
- Johnson, George Alonzo.  2. Society of California Pioneers. 1901: 15-16  [2021-08-28]. OCLC 55979175. （原始内容存档于2021-08-26） （英语）.
- Kerig, Dorothy Pierson.  (PhD diss.). Irvine: University of California. 1988. OCLC 31704442 （英语）.
- Kessel, William B.; Wooster, Robert. . I nfobase Publishing. 2005. ISBN 978-0-8160-3337-9 （英语）.
- Lankford, Andrea. . Globe Pequot. 2010. ISBN 978-0-7627-5263-8 （英语）.
- Leuchtenburg, William Edward. . Oxford University Press. 2000. ISBN 978-0-19-513026-3 （英语）.
- Leopold, Luna Bergere. . Harvard University Press. 1994. ISBN 978-0-674-93732-1 （英语）.
- Lindberg, Eric. . Globe Pequot. 2009. ISBN 978-0-7627-5024-5 （英语）.
- Lingenfelter, Richard E.  (PDF). Tucson: University of Arizona Press. 1978  [2016-01-18]. ISBN 978-0-8165-0650-7. （原始内容存档 (PDF)于2016-01-18） （英语）.
- Logan, Michael F. . University of Pittsburgh Press. 2006. ISBN 978-0-8229-4294-8 （英语）.
- National Research Council (U.S.); Committee to Review the Glen Canyon Environmental Studies. . National Academy Press. 1996. ISBN 978-0-309-05448-5 （英语）.
- National Research Council (U.S.); Division on Earth and Life Studies; Water Science and Technology Board; Committee on the Scientific Bases of Colorado River Basin Water Management. . . National Academies Press. 2007  [2012-02-19]. ISBN 978-0-309-10524-8. doi:10.17226/11857. （原始内容存档于2020-08-06）.
- Nobles, Gregory H. . Macmillan. 1998. ISBN 978-0-8090-1602-0 （英语）.
- Patten, Michael A.; McCaskie, Guy; Unitt, Philip. . University of California Press. 2003. ISBN 0-520-23593-2 （英语）.
- Powell, Allan Kent.  3. Fulcrum Publishing. 2003. ISBN 978-1-55591-114-0 （英语）.
- Prisciantelli, Tom. . Sunstone Press. 2002. ISBN 978-0-86534-354-2 （英语）.
- Pritzker, Barry.  1. ABC-CLIO. 1998. ISBN 978-0-87436-836-9 （英语）.
- Raat, William Dirk; Brescia, Michael M. . University of Georgia Press. 2010. ISBN 978-0820333670 （英语）.
- Reisner, Marc. . Penguin. 1993. ISBN 978-0-14-017824-1 （英语）.
- Rolle, Andrew. . University of Oklahoma Press. 1999. ISBN 978-0-8061-3135-1 （英语）.
- Sánchez, Vicente; Munguía, Vicente Sánchez (编). . Southwest Center for Environmental Research & Policy. 13 (SCERP and IRSC publications). 2006. ISBN 978-0-925-61349-3 （英语）.
- Schmidt, Jeremy. . Houghton Mifflin Harcourt. 1993. ISBN 978-0-395-59932-7 （英语）.
- Scott, Erving M.;  et al. . Making of America Books. 2. Vol. 25 (Overland Monthly and Out West Magazine). 1895: 5–16  [2014-12-14]. ISBN 978-1343080447. （原始内容存档于2021-08-26） （英语）.
- Sitgreaves, Lorenzo; Armstrong, Robert. . United States. Army. Corps of Topographical Engineers (Public Printer). 1853. OCLC 880529533 （英语）.
- Téllez, María Eugenia Anguiano. . Colegio de la Frontera Norte. 1995. ISBN 978-9686075601 （西班牙语）.
- Trejo, Bruno Verdini. . The MIT Press. 2017. ISBN 978-0262037136 （英语）.
- United States Congress Senate. . Nabu Press. 1853  [2021-08-28]. ISBN 978-1143671340. （原始内容存档于2022-05-24） （英语）. |number=被忽略 (帮助)
- United States House of Representatives.  (PDF). Hearing Before the Committee on Interstate and Foreign Commerce of the House of Representatives, Sixty Sixth Congress, Third Session, on HJ 460. 1921: 19  [2008-01-05]. （原始内容存档 (PDF)于2021-08-05） （英语）.
- Unrau, Harlan D. . Denver Service Center. 1997  [2021-08-28]. OCLC 1231239365. （原始内容存档于2022-04-26） （英语）.
- Van Cott, John W. . University of Utah Press. 1990. ISBN 978-0-87480-345-7 （英语）.
- Wildfang, Frederic B. . Images of America. Arcadia Publishing. 2005. ISBN 978-0-7385-3012-3 （英语）.
- Wiltshire, Richard L.; Gilbert, David R.; Rogers, Jerry R. (编). . ASCE Publications. 2010. ISBN 978-0-7844-1141-4 （英语）.
- Young, Richard A.; Spamer, Earle E. . Grand Canyon Association. 2001. ISBN 978-0-938216-79-7 （英语）.

## 延伸閱讀
- Darrah, William Culp; Chamberlin, Ralph V.; Kelly, Charles (编). . Salt Lake City: University of Utah Press. 2009. ISBN 978-0-87480-963-3 （英语）.
- DeBuys, William. . England: Oxford University Press. 2011. ISBN 978-0-19-977892-8 （英语）.
- Fleck, Richard F. (编). . Salt Lake City: University of Utah Press. 2000. ISBN 978-0-87480-647-2 （英语）.
- Fowler, Don D. (编). . Salt Lake City: University of Utah Press. 2012. ISBN 978-1-60781-146-6 （英语）.
- Gregory, Herbert E.; Darrah, William Culp; Kelly, Charles (编). . Salt Lake City: University of Utah Press. 2009. ISBN 978-0-87480-964-0 （英语）.
- Hutchinson, Robert. . BrownTrout Publishers. 1995. ISBN 1-56313-611-2 （英语）.
- Martin, Russell.  1. New York City: Henry Holt and Company. 1990. ISBN 978-0-8050-0822-7 （英语）.
- Summitt, April R. . Boulder: University Press of Colorado. 2013. ISBN 978-1-60732-201-6 （英语）.
- Verónica, Castillo-Muñoz. . Oakland: University of California Press. 2017  [2021-08-28]. ISBN 978-0520291638. （原始内容存档于2022-04-26） （英语）.

## 外部連結
- . Colorado River Water Users Association.   [2012-02-19]. （原始内容存档于2013-11-04） （英语）.
- . GOOD Infographics.   [2012-02-19]. （原始内容存档于2021-08-14） （英语）.
- . U.S. Bureau of Reclamation.   [2012-02-19]. （原始内容存档于2012-02-19） （英语）.
- . Pacific Institute.   [2012-02-19]. （原始内容存档于2014-07-02） （英语）.
- . Living Rivers.   [2012-02-19]. （原始内容存档于2012-02-03） （英语）.
- . water-data.com.   [2012-02-19]. （原始内容存档于2021-08-17） （英语）.
- . The New York Times. 2012-02-14  [2012-02-14]. （原始内容存档于2021-07-27） （英语）.
- L. Sitgreaves. . U.S. Army Corps of Topographical Engineers. 1853  [2012-02-19]. ASIN B000FLQYWW. （原始内容存档于2022-05-20） （英语）.
- . ProPublica.   [2012-02-19]. （原始内容存档于2021-08-23） （英语）.
- . Yale Collection of Western Americana, Beinecke Rare Book and Manuscript Library.   [2012-02-19]. （原始内容存档于2021-08-24） （英语）.